# San Martín (Países Bajos)
San Martín (en neerlandés, Sint Maarten), oficialmente denominado País de San Martín (en neerlandés, Land Sint Maarten), es un país constituyente del Reino de los Países Bajos en el Caribe. Ocupa la parte meridional de la isla de San Martín y limita con la colectividad de ultramar homónima francesa. Está situada a 240 km al este de Puerto Rico. Su capital es la ciudad de Philipsburg y abarca una superficie de 34 km².
La parte neerlandesa fue parte de las Antillas Neerlandesas hasta el 10 de octubre de 2010, cuando adquirió un estatus aparte de amplia autonomía junto con Curazao y semejante al de Aruba, como un país constituyente del Reino de los Países Bajos. Aun siendo nación constituyente del Reino de los Países Bajos no forma parte de la Unión Europea a semejanza de otros territorios de soberanía europea. A pesar de ello, todos los ciudadanos de San Martín poseen pasaporte neerlandés, y por ende gozan de los mismos derechos que los ciudadanos de la Unión Europea.

## Historia

### Etapa Precolombina
San Martín estuvo habitada por pueblos amerindios durante muchos siglos, y los hallazgos arqueológicos apuntan a una presencia humana en la isla desde el año 2000 a. C. Lo más probable es que estos pueblos emigraran desde Sudamérica. El primer grupo identificado fue el de los arahuacos, que se cree que se asentaron entre el 800 y el 300 a. C. Hacia el 1300-1400 empezaron a ser desplazados con la llegada de los caribes.
Los primeros pobladores de la isla probablemente fueron los indios ciboney (un subgrupo de los arahuacos), se remontan a hace 3500 años. Luego, otro grupo de arahuacos emigró desde la cuenca del Orinoco, en la actual Venezuela en la parte norte de América del Sur, hacia el año 800.
Debido a las salinas de San Martín, la llamaron "Soualiga" o "Tierra de la Sal". Los arawaks, una sociedad principalmente agrícola y pesquera, vivían en aldeas con edificios de techo de paja lo suficientemente fuertes como para resistir los huracanes. Su tranquila civilización valoraba las actividades artísticas y espirituales.
Sin embargo, su vida dio un vuelco con la llegada de los indios caribes de la misma región de la que procedían. Los caribes, una nación guerrera, mataban a los hombres arahuacos y esclavizaban a las mujeres. Cuando los españoles empezaron a explorar el Caribe, la sociedad caribe había desplazado casi por completo a los arahuacos.

### Exploración española
Se cree que Cristóbal Colón navegante al servicio de España bautizó la isla en honor a San Martín de Tours cuando la encontró en su segundo viaje de descubrimiento. Sin embargo, en realidad aplicó el nombre a la isla que ahora se llama Nieves cuando ancló en la costa el 11 de noviembre de 1493, día de la fiesta de San Martín. La confusión de numerosos islotes mal cartografiados en las islas de Sotavento hizo que este nombre se transfiriera accidentalmente a la isla hoy conocida como San Martín (Sint Maarten en neerlandés, Saint-Martin en francés).
La isla, que era territorio español formalmente, se convirtió en el centro de los intereses de las otras potencias europeas, sobre todo de Francia, Gran Bretaña y los Países Bajos. Mientras que los franceses querían colonizar las islas situadas entre Trinidad y Bermudas, los holandeses encontraron en San Martín un conveniente punto intermedio entre sus colonias de Nueva Ámsterdam (actual Nueva York) y Nueva Holanda (en el Brasil ocupado). Mientras tanto, la población amerindia comenzó a disminuir precipitadamente, muriendo por enfermedades introducidas a las que no tenían inmunidad.

### Colonización neerlandesa y francesa

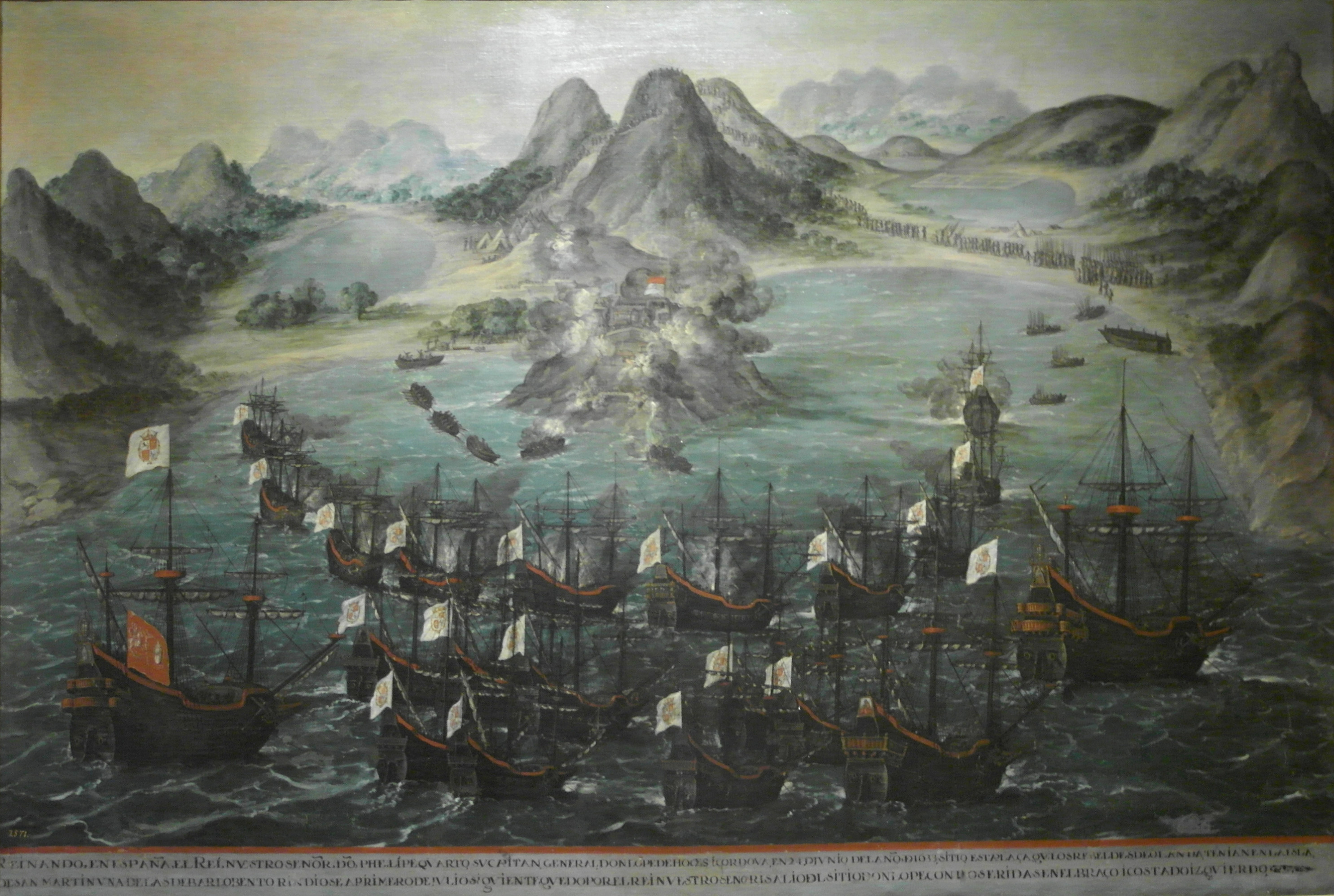
Expulsión de los neerlandeses de San Martín y captura por parte de España en 1633, pintura de Juan de la Corte

Debido a la baja población de la isla, los neerlandeses fundaron una colonia en 1631, y erigieron el Fuerte Ámsterdam como protección contra los invasores. Jan Claeszen Van Campen se convirtió en su primer gobernador y pronto se creó la Compañía Neerlandesa de las Indias Occidentales. Colonizadores franceses y británicos se repartieron el resto de la isla. Percatándose del éxito de las colonias en la isla, los españoles volvieron a tomarla en cuenta.
Las tensiones entre los Países Bajos y España ya eran elevadas debido a la guerra de los Ochenta Años, y en 1633 los españoles elaboraron planes para una invasión a cargo del Conde-duque de Olivares y tras un asedio de 8 días capturaron San Martín y expulsaron a los colonos holandeses dejando una pequeña guarnición y enviándose información a España sobre la Victoria. En Point Blanche, construyeron lo que hoy es el Viejo Fuerte Español para asegurar el territorio. Los holandeses, bajo el mando de Peter Stuyvesant, intentaron recuperar el control en 1644, pero fueron rechazados. Sin embargo, en 1648 terminó la guerra de los Ochenta Años y los españoles, que ya no veían ningún valor estratégico o económico en la isla, simplemente la abandonaron y se ordenó trasladar al resto de la infantería española que quedaba en la isla a San Juan de Puerto Rico.
Con San Martín libre de españoles, tanto los neerlandeses como los franceses aprovecharon la oportunidad de restablecer sus asentamientos Los colonos holandeses llegaron desde San Eustaquio, mientras que los franceses lo hicieron desde San Cristóbal. El capitán neerlandés Martin Thomas llegó con un pequeño grupo de tropas, enviado a reocupar la isla por Abraham Adriaanszoon, gobernador de San Eustaquio.
Tras el conflicto inicial, ambos bandos se dieron cuenta de que ninguno cedería fácilmente. Prefiriendo evitar una guerra total, firmaron el Tratado de la Concordia en 1648, que dividía la isla en dos. Durante la negociación del tratado, los franceses tenían una flota de barcos navales frente a la costa, que utilizaban como amenaza para negociar más tierras para ellos.
A pesar del tratado, las relaciones entre ambas partes no siempre fueron cordiales. Entre 1648 y 1816, los conflictos cambiaron la frontera dieciséis veces. Toda la isla quedó bajo el control efectivo de Francia desde 1795, cuando los Países Bajos se convirtieron en un estado títere bajo el Imperio francés, hasta 1815. Al final, los franceses se impusieron con 53 kilómetros cuadrados (61 %) frente a los 34 kilómetros cuadrados (39 %) del lado neerlandés.

### SiglosXVIII-XIX

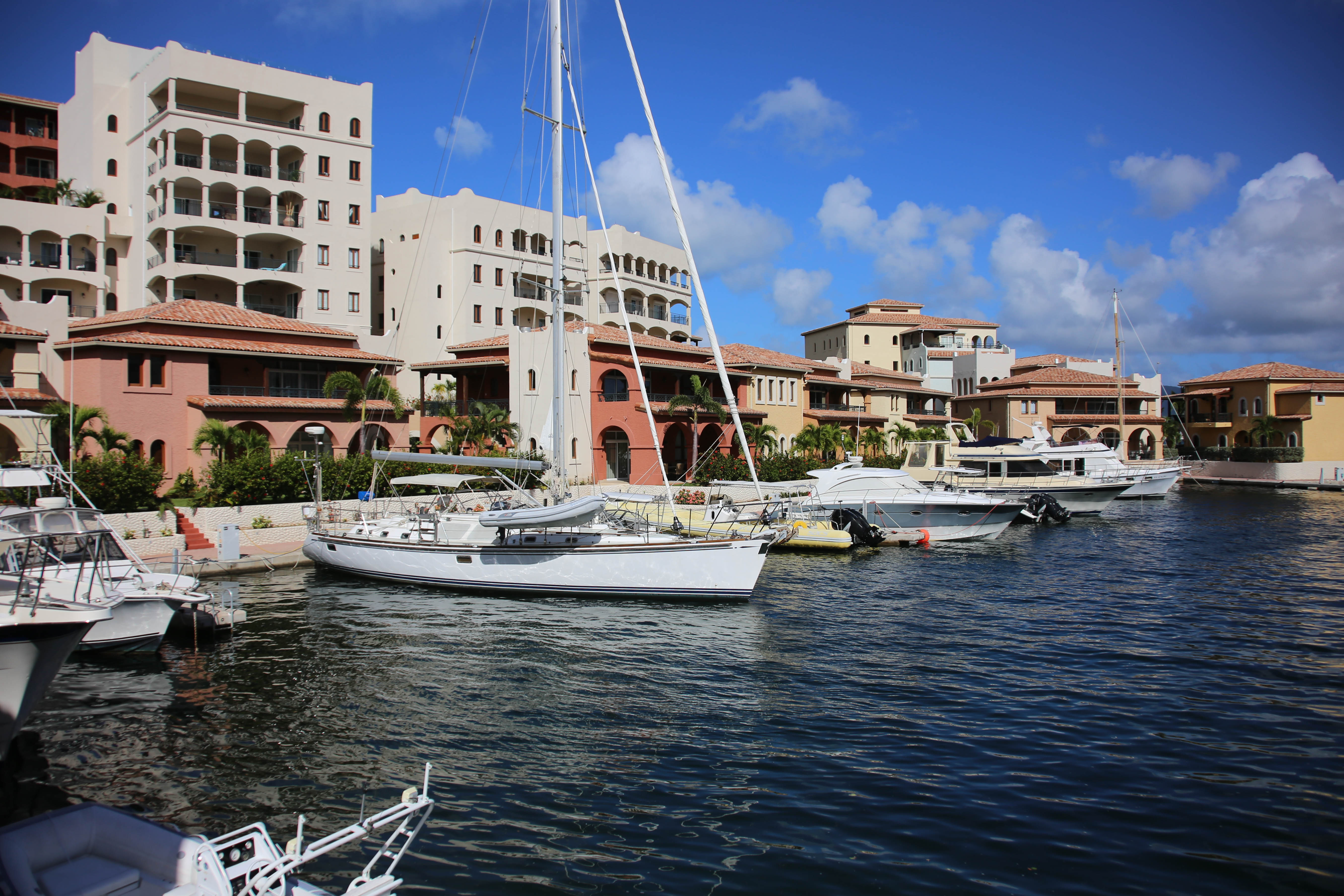
La bahía de Cupecoy se encuentra cerca de la frontera con la parte francesa de la Isla

Para trabajar en las nuevas plantaciones de algodón, tabaco y azúcar, los franceses y holandeses empezaron a trasladar un gran número de esclavos africanos, que pronto llegaron a superar en número a los europeos. Sometidos a un trato cruel, los esclavos protagonizaron rebeliones, y su número abrumador hizo imposible ignorar sus preocupaciones. En 1848, los franceses abolieron la esclavitud en sus colonias, incluida la parte francesa de San Martín. Los esclavos de la parte holandesa de la isla protestaron y amenazaron con huir a la parte francesa para buscar asilo. Las autoridades locales holandesas liberaron entonces a los esclavos de las colonias. Aunque este decreto se respetó a nivel local, no fue hasta 1863, cuando los holandeses abolieron la esclavitud en todas sus colonias insulares, que los esclavos quedaron legalmente libres.

### SigloXX
Tras la abolición de la esclavitud, la cultura de las plantaciones decayó y la economía de la isla se resintió. En 1936 se produjeron algunos cambios legales, el nombre tradicional de San Martín paso a escribirse St Maarten o Sint Maarten para diferenciar las partes neerlandesa de la francesa (llamada en francés Saint-Martin). Además el término colonia fue abolido.
En 1939, recibió un gran impulso al ser declarada puerto libre de impuestos. En 1941, la isla fue bombardeada por un submarino alemán en el marco de la Batalla del Atlántico.
El turismo comenzó a crecer a partir de la década de 1950, y el Aeropuerto Internacional Princesa Juliana se convirtió en uno de los más concurridos del Caribe Oriental. Durante gran parte de este periodo, San Martín fue gobernada por el magnate de los negocios Claude Wathey, del Partido Demócrata. La demografía de la isla también cambió drásticamente durante este periodo, y la población pasó de apenas 5.000 personas a unas 60.000 a mediados de los años noventa. La inmigración procedente de las vecinas Antillas Menores, Curazao, Haití, la República Dominicana, Estados Unidos, Europa y Asia convirtió a la población nativa en una minoría.

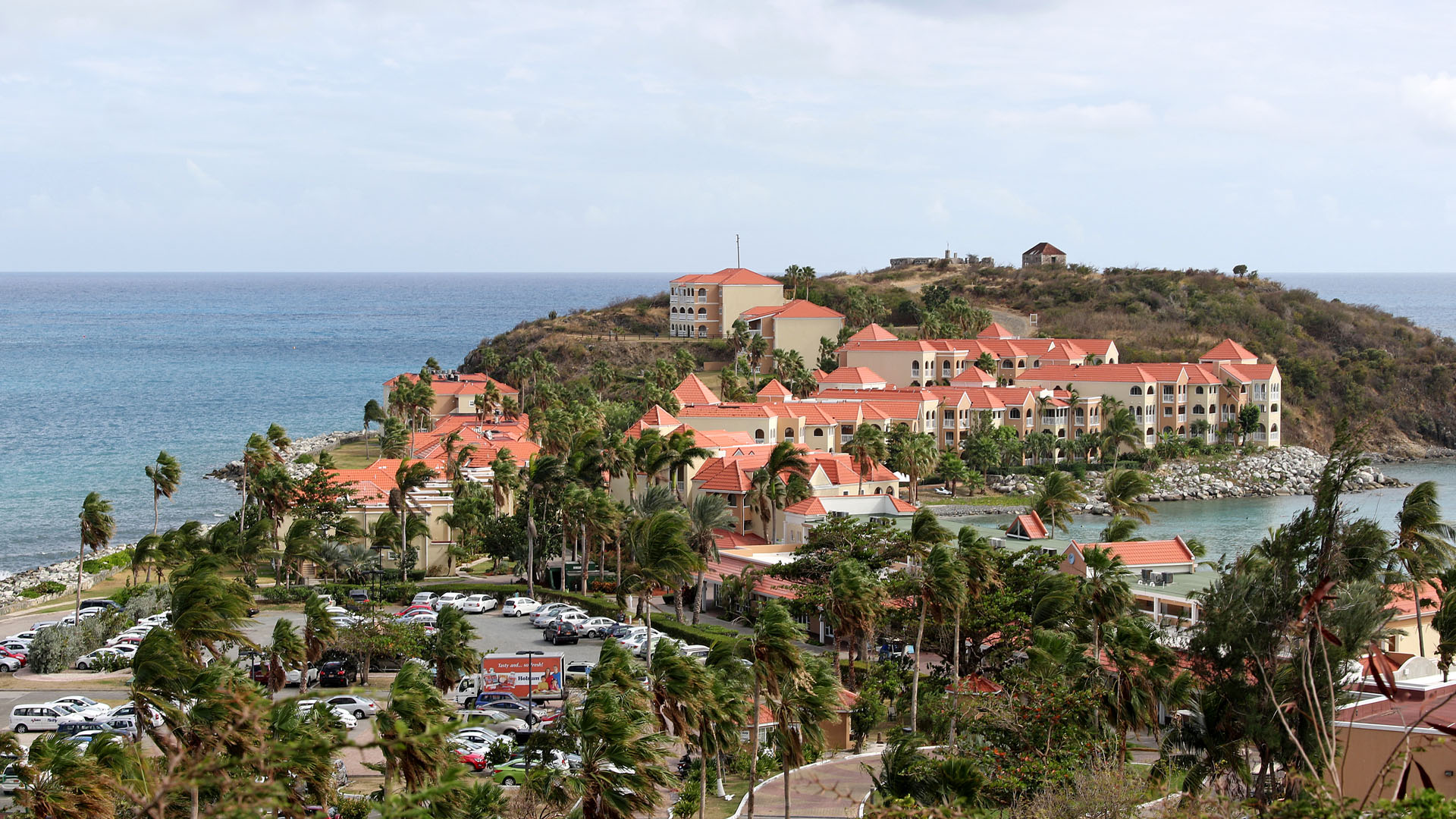
Fuerte Ámsterdam, San Martín

En 1959, San Martín ganó el estatus de territorio de los Países Bajos en las Antillas Neerlandesas. El turismo fue convirtiéndose rápidamente en la actividad principal debido a que los visitantes se sintieron atraídos por las playas de arena blanca y su política de impuestos, su puerto franco, su secreto bancario y sus casinos. Después de años de negociación entre los tres estados del reino (los Países Bajos, Aruba y las Antillas Neerlandesas), los votantes fueron convocados a un referéndum sobre la unión continua con las otras cuatro islas de la federación o la separación.
San Martín se convirtió en un "territorio insular" (eilandgebied en holandés) de las Antillas Neerlandesas en 1983. Antes de esa fecha, San Martín formaba parte del territorio insular de las Islas de Barlovento, junto con Saba y San Eustaquio. El estatus de territorio insular conlleva una considerable autonomía que se resume en el Reglamento Insular de las Antillas Neerlandesas. Durante este periodo, San Martín estuvo gobernada por un consejo insular, un consejo ejecutivo y un vicegobernador (neerlandés: gezaghebber) nombrado por la Corona holandesa.
A finales de agosto y principios de septiembre de 1995, el huracán Luis azotó la isla, causando una inmensa destrucción y provocando 12 muertes.

### SigloXXI
En 1994, el Reino de los Países Bajos y Francia habían firmado el tratado franco-holandés sobre los controles fronterizos de San Martín, que permite realizar controles fronterizos conjuntos franco-holandeses en los llamados "vuelos de riesgo". Tras cierto retraso, el tratado fue ratificado en noviembre de 2006 en los Países Bajos y posteriormente entró en vigor el 1 de agosto de 2007. Aunque el tratado ya está en vigor, sus disposiciones aún no se aplican, ya que el grupo de trabajo especificado en el tratado aún no está instalado.
De acuerdo con los resultados del referéndum realizado en la isla el 22 de junio de 2000, San Martín pasaría a tener un gobierno separado y un estatus similar al que posee actualmente Aruba, que se separó de las Antillas Neerlandesas en 1986. Aunque estaba prevista la separación para el 15 de diciembre de 2008, ésta se concretó el 10 de octubre de 2010. El Día de la Constitución (10 de octubre) se celebra anualmente como día festivo. A Sint Maarten se le asignaron los códigos de país ISO 3166-1 alpha-2 de SXM y SX, y el ccTLD de Internet .sx se pudo registrar el 15 de noviembre de 2012.

### Huracán Irma

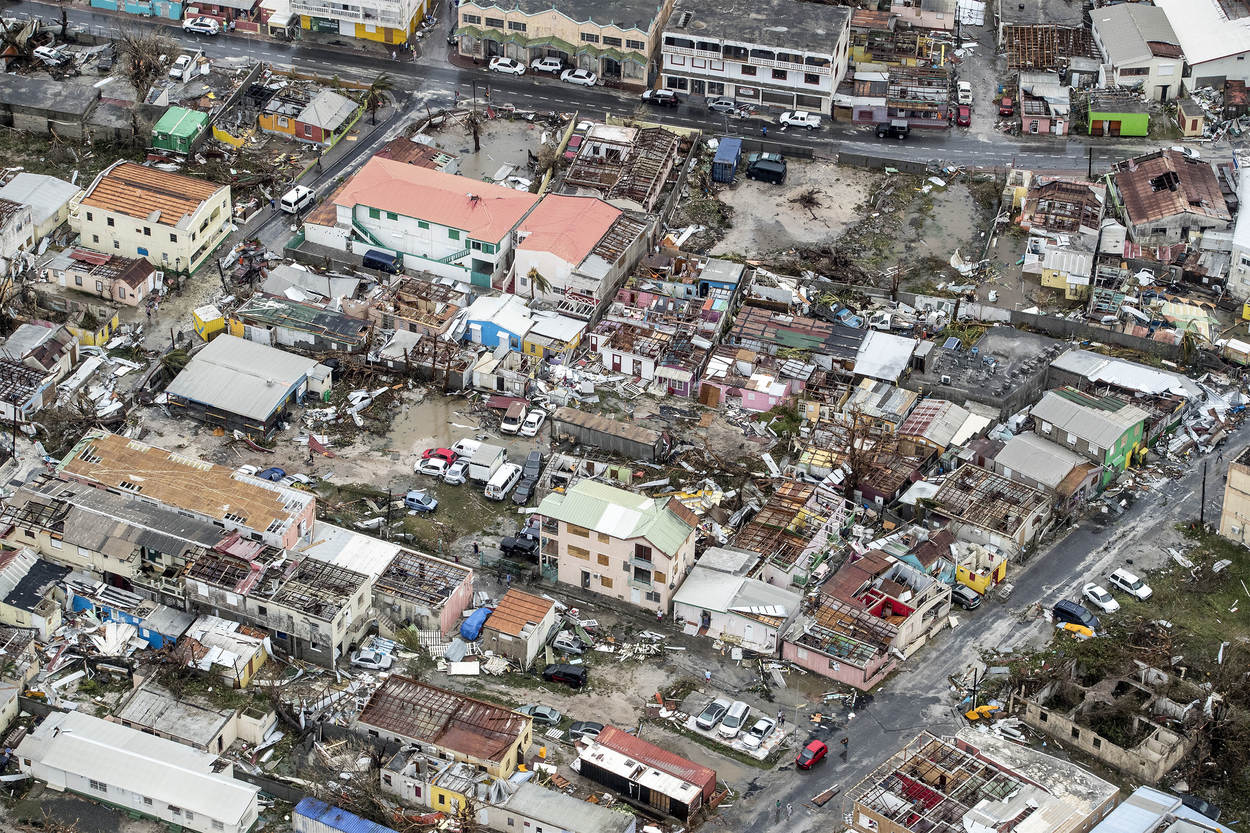
Vista parcial de los daños que causó el Huracán Irma en San Martín en 2017

El huracán Irma tocó tierra el 6 de septiembre de 2017, causando grandes daños. Finalmente se informó de 4 muertes; hubo 11 heridos graves de un total de 34. El aeropuerto Princesa Juliana sufrió grandes daños, pero se reabrió de forma parcial en dos días para permitir la llegada de vuelos de socorro y para los vuelos que llevarían a los evacuados a otras islas. Para el 8 de septiembre, "muchos habitantes [estaban] desprovistos de productos de primera necesidad" y los saqueos se habían convertido en un grave problema. [Los informes del 9 de septiembre indicaban que el 70% de las infraestructuras de la parte holandesa habían sido destruidas. Un estudio de la Cruz Roja holandesa estimaba que casi un tercio de los edificios de San Martín habían sido destruidos y que más del 90% de las estructuras de la isla habían resultado dañadas.
El primer ministro neerlandés, Mark Rutte, declaró a los medios de comunicación el 8 de septiembre que el aeropuerto de San Martín estaba preparado para recibir vuelos de emergencia y que la ayuda, así como los agentes de policía y el personal militar, estaban en camino. El primer ministro de San Martín, William Marlin, ya había solicitado al gobierno holandés una ayuda de socorro ampliada que empezó a llegar el 8 de septiembre. El 8 de septiembre, el gobierno emitió una alerta de tormenta tropical, ya que el huracán José, de categoría 4, se acercaba.
El gobierno de los Países Bajos estaba enviando ayuda, así como policías y militares adicionales, ya que los saqueos eran un problema grave. Una declaración de Marlin resumía la situación el 8 de septiembre. "Hemos perdido muchas, muchas casas. Las escuelas han sido destruidas. Prevemos una pérdida de la temporada turística por los daños causados a las propiedades hoteleras, la publicidad negativa que se hará de que es mejor ir a otro lugar porque está destruido. Así que eso tendrá un grave impacto en nuestra economía". En ese momento, se estaban haciendo preparativos mientras el huracán José se acercaba a la isla. Las estimaciones del gobierno del 9 de septiembre indicaban que el 70% de las casas estaban muy dañadas o destruidas; gran parte de la población estaba viviendo en refugios a la espera de la llegada de José. Afortunadamente, este segundo huracán no tuvo un impacto significativo en la isla.
Los saqueos se generalizaron y se anunció el estado de emergencia; unos 230 soldados de los Países Bajos patrullaban. Se esperaba la llegada de más tropas holandesas. Para el 10 de septiembre, unos 1.200 estadounidenses habían sido evacuados a Puerto Rico desde San Martín en aviones militares durante los saqueos y la violencia. En esa fecha, Royal Caribbean International dijo que la compañía enviaba su Adventure of the Seas a San Martín y a Santo Tomás para proporcionar suministros y ofrecer servicios de evacuación. El barco llegó a la isla el 10 de septiembre con agua, hielo, bolsas de basura, ropa y comida enlatada, y evacuó a 320 personas. [El 11 de septiembre, el rey Guillermo Alejandro ya había llegado a Curazao y tenía previsto visitar San Martín, San Eustaquio y Saba. Inmediatamente pidió ayuda a la Unión Europea para que la isla pudiera recuperarse rápidamente. Ese mismo mes se supo que la UE destinaría 2.000 millones de euros en fondos de emergencia para la ayuda inmediata en caso de catástrofe, con el fin de restablecer los servicios básicos en San Martín, como el agua potable y el saneamiento. Además de la contribución de la UE, la Cruz Roja, el gobierno de los Países Bajos y los ciudadanos holandeses del continente colaboraron (mediante donaciones y microfinanciación) para recaudar dinero para la isla devastada.

### Reconstrucción tras el huracán
El 10 de octubre de 2017, el Aeropuerto Internacional Princesa Juliana reanudó los vuelos comerciales utilizando estructuras temporales, a la espera de las reparaciones.
Un informe de finales de marzo de 2018 indicaba que el aeropuerto podía atender algunos vuelos y que se había reanudado algún servicio desde Estados Unidos, Canadá y Europa. Se estaba utilizando una nueva sala de embarque durante la reconstrucción de las instalaciones originales. El edificio de Aviación General se estaba utilizando para los pasajeros que llegaban a la isla.
Poco más de un año después del huracán Irma, el sector de los cruceros de San Martín se había recuperado hasta el punto de que en 2018 visitaron la isla más de un millón de cruceristas.
Las telecomunicaciones, incluido el Wi-Fi, se habían restablecido en la isla, el 95% de los clientes recibían electricidad y el agua potable era fácilmente disponible en la isla. Algunos alojamientos turísticos estaban abiertos, con 27 en funcionamiento y se decía que 36 estarían listos en algún momento de este año. Estaban llegando cruceros; la semana del 18 de febrero de 2018 se alojaron 14 completos.

## Gobierno y política

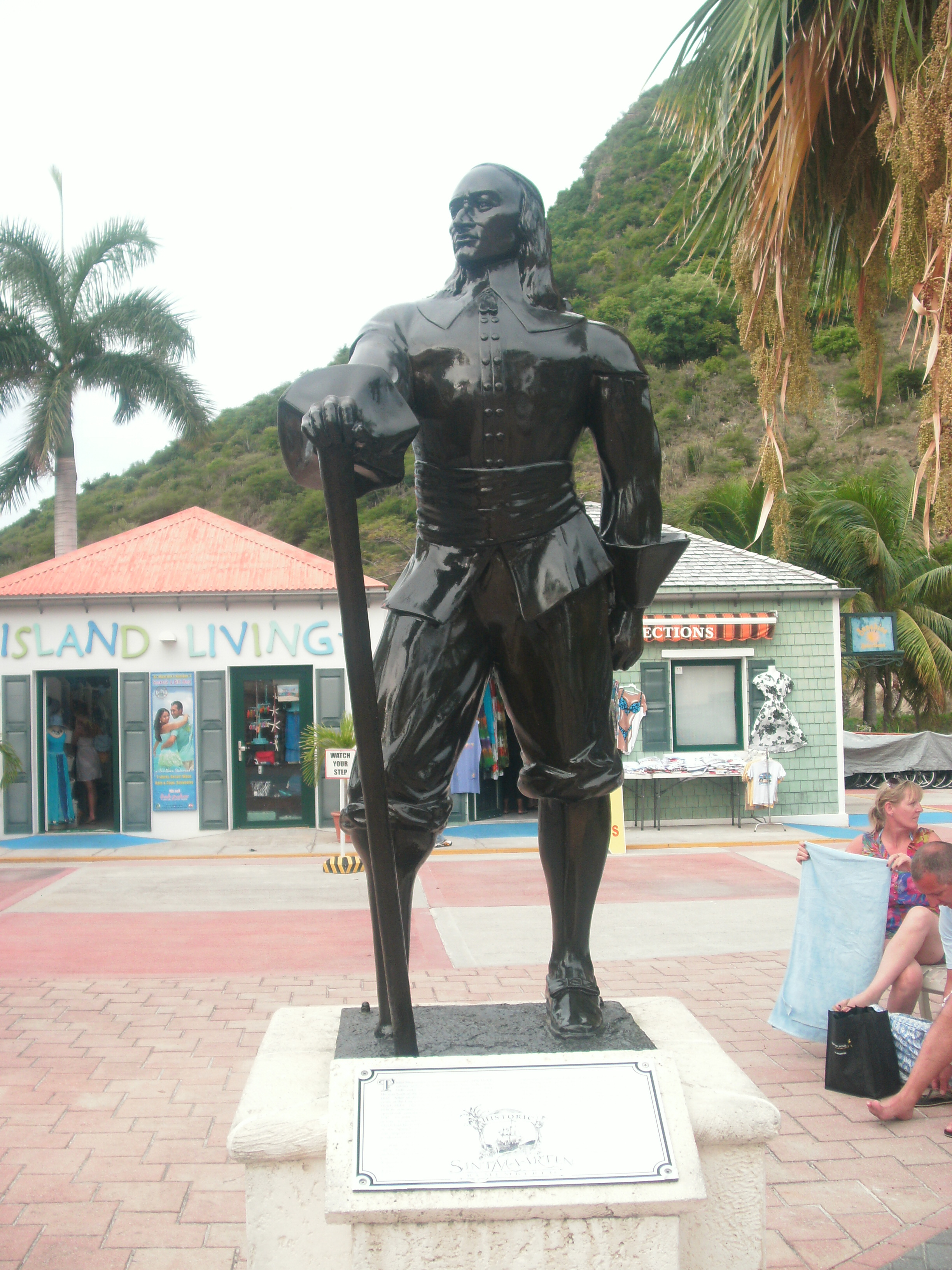
Estatua del oficial colonial neerlandés Peter Stuyvesant en la isla de San Martín

San Martin se convirtió en un «territorio insular» (Eilandgebied en neerlandés) de las Antillas Neerlandesas en 1983. Antes de esa fecha, San Martín era parte del territorio insular de las Islas de Barlovento, junto con Saba y San Eustaquio. El estatus de un territorio insular conlleva una considerable autonomía regulada por las Antillas Neerlandesas. El territorio insular de San Martín Neerlandesa fue gobernado por un consejo insular, un consejo ejecutivo, y un administrador (neerlandés: gezaghebber) nombrado por la Corona neerlandesa. Actualmente es un país autónomo constituyente del Reino de los Países Bajos.

### Poder ejecutivo
El jefe de Estado es el actual monarca de los Países Bajos el Rey Guillermo Alejandro, que es representado en San Martín por el Gobernador de San Martín, elegido para un período de seis años. El jefe de Gobierno es el primer ministro de San Martín quien forma, junto con el Consejo de Ministros, el poder ejecutivo del gobierno.
Eugene Holiday fue nombrado y juramentado como el primer Gobernador de San Martín (neerlandés: Gouverneur) el 30 de septiembre de 2010, aunque el gezaghebber (administrador) actual es a menudo llamado gobernador por el Consejo de Ministros del Reino de los Países Bajos. También asumió el cargo el 10 de octubre de 2010.
La primera persona en ocupar el cargo de primer ministro de San Martín será Sarah Wescot-Williams.

### Poder legislativo
La Constitución de San Martín fue aprobada por unanimidad por el consejo de la isla de San Martín Neerlandesa el 21 de julio de 2010. Las elecciones para un nuevo consejo insular se celebraron el 17 de septiembre de 2010, ya que el número de asientos se incrementó de 11 a 15. El consejo de la isla recién elegido se convertiría en el Parlamento de San Martín (en neerlandés: Staten van Sint Maarten) el 10 de octubre. Una mayoría de 8 parlamentarios pueden elegir al jefe del poder ejecutivo llamado (Minister-president van Sint Maarten). El parlamento puede redactar y aprobar leyes y ejercer el control y supervisión del ejecutivo.

### Constitución

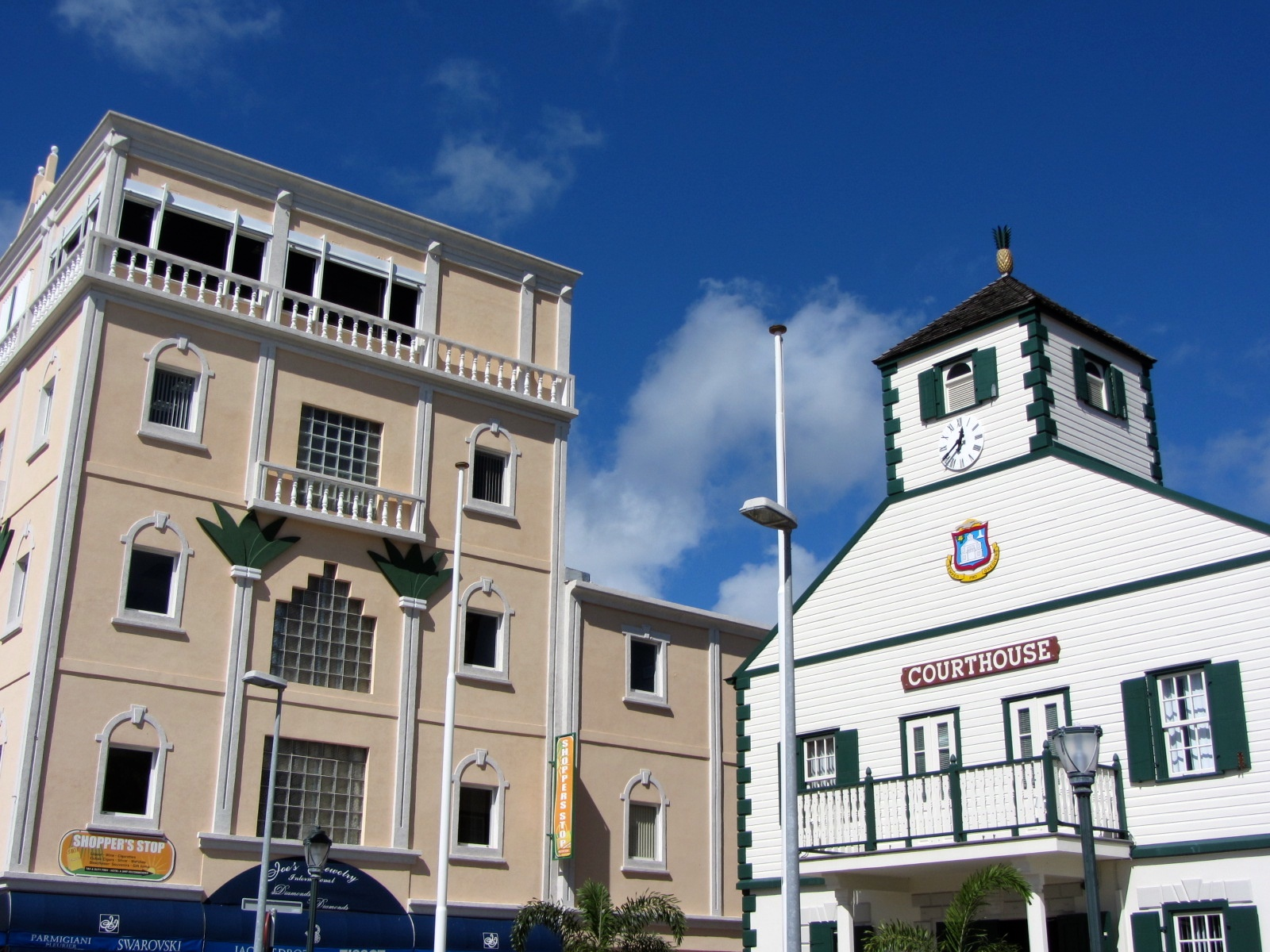
Edificio del Parlamento de San Martín al lado de la Corte Constitucional

La Constitución de San Martín (Staatsregeling van Sint Maarten) es la ley fundamental de San Martín. La Constitución de San Martín fue aprobada por unanimidad por el Consejo Insular (eilandsraad) el 21 de julio de 2010.
La Constitución de San Martín entró en vigor el 10 de octubre de 2010, tras el desmantelamiento de las Antillas Neerlandesas y la creación del país independiente de San Martín. El Reglamento del Estado está legalmente subordinado a la Constitución del Reino de los Países Bajos (Grondwet van het Koninkrijk der Nederlanden) y a la Carta del Reino de los Países Bajos.
De conformidad con el artículo 42 de la Carta del Reino de los Países Bajos (Statuut voor het Koninkrijk der Nederlanden), la constitución de San Martín se regulará en el Reino por el Reglamento del Estado de San Martín. El Reglamento del Estado de San Martín se establece mediante una ordenanza nacional. Toda propuesta de modificación del Reglamento estatal debe designar expresamente el cambio propuesto. El órgano representativo, los Estados de San Martín, sólo puede adoptar el proyecto de dicha Ordenanza Nacional con dos tercios de los votos emitidos.
En virtud del artículo 43 del Estatuto, San Martín debe garantizar la realización de los derechos humanos y las libertades fundamentales, la seguridad jurídica y la solidez de la gobernanza en su regulación estatal, al igual que los demás países del Reino. Garantizar estos derechos, las libertades, la seguridad jurídica y la solidez de la gobernanza es una cuestión que compete al Reino.

### Consejo de Ministros
El Consejo de Ministros está formado por siete ministros. Los ministros son responsables ante el Parlamento. El primer ministro preside el Consejo de Ministros. El consejo de ministros debate y determina la política del gobierno para promover la cohesión de dicha política. El gobernador general que asiste a una reunión del consejo de ministros lo hace a título consultivo. El primer ministro y los demás ministros serán nombrados y destituidos por ordenanza nacional. Los ministros que dejen de gozar de la confianza del parlamento deberán renunciar a su cargo. El ministro de Plenipotenciario debe tener la nacionalidad holandesa. Esta persona representa a la isla en las reuniones del Consejo de Ministros del Reino en La Haya (Países Bajos). El ministro también tiene una oficina en los Países Bajos bajo el nombre de "Casa de San Martín". Cada ministro dirige uno de los siete ministerios establecidos por ordenanza nacional.

### Sistema Judicial
Los tribunales que forman parte del poder judicial son: el Tribunal de Primera Instancia; el Tribunal Común de Justicia de Aruba, Curazao, San Martín y Bonaire, San Eustaquio y Saba. La competencia del Tribunal Supremo de los Países Bajos en relación con las causas judiciales en San Martín se regirá por la ley del Reino. Las competencias del poder judicial son: la resolución de litigios en materia civil; el juicio de delitos penales; y la resolución de litigios en materia de derecho administrativo.
La isla esta sometida al Tribunal Constitucional, el deber de esta corte es evaluar la compatibilidad de las normas legales aplicables. El Tribunal Constitucional está compuesto por tres miembros, entre ellos un presidente y un vicepresidente, y tres miembros suplentes.

### Corrupción
En 1978 el gobierno de las Antillas Neerlandesas instaló un comité de investigación sobre las islas de Barlovento (en neerlandés: Commissie van Onderzoek Bovenwindse Eilanden) para investigar las denuncias de corrupción en el gobierno de la isla. En agosto de 1990 el fiscal de las Antillas Neerlandesas inició una investigación sobre los presuntos vínculos entre el gobierno de la isla y la mafia siciliana; en 1991 el Tribunal de Cuentas de las Antillas Neerlandesas emitió un informe en el cual llegó a la conclusión de que el gobierno de la isla estaba lleno de Corrupción.
El gobierno y el parlamento de los Países Bajos aumentaron la presión para que se tomaran medidas; debido a eso el gobierno de las Antillas Neerlandesas instaló en diciembre de 1991 la Comisión Pourier para que se encargase de investigar los asuntos del gobierno de la Isla de San Martín. Con el informe llegaron a la conclusión de que la isla se encontraba en una grave crisis financiera, que la democracia no funcionaba adecuadamente y que el gobierno constituía una oligarquía. En resumen, según el informe el gobierno de la isla era un fracaso completo.
Después de largas negociaciones el gobierno promulgó una orden en 1993, donde dejaba a San Martín bajo supervisión directa del reino. Aunque en un principio la orden estaba destinada a durar un año, el consejo la extendió hasta el 1 de marzo de 1996.
Aunque ha cambiado mucho desde ese entonces, las denuncias de actividades ilícitas siguen afectando a San Martín. En 2004 se solicitó a la Investigación Científica y Centro de Documentación (en neerlandés: Wetenschappelijk Onderzoek-en Documentatiecentrum o WODC) del Ministerio de Justicia de los Países Bajos llevar a cabo una investigación sobre la delincuencia organizada en San Martín. El informe concluyó que el lavado de dinero y el tráfico de cocaína se había generalizado en la isla, también alegó que parte del dinero de la isla era utilizado para financiar redes terroristas de Hamás, su fundación asociada y a los talibanes.

### Legislación medioambiental
La política de playas (a partir de 1994) considera la playa desde la perspectiva de ser un servicio ecosistémico para actividades recreativas. Esto se debe a que la economía de San Martín está impulsada por el turismo y muchos turistas vienen a la isla para disfrutar de las 37 playas de la isla. La política tiene tres puntos principales: la playa debe ser utilizable para todo el mundo, se impedirán los desarrollos que afecten negativamente al uso recreativo, y las playas deben ser protegidas contra las influencias humanas que puedan perjudicar su función recreativa. El objetivo principal de la política es proteger el valor recreativo de la playa. Las leyes no tienen en cuenta la protección y el valor ecológico de este hábitat en lo que respecta a la protección de las tortugas marinas que anidan, la conservación de la línea de playa o la preservación de las plantas que viven en la línea de playa y a lo largo de ella.

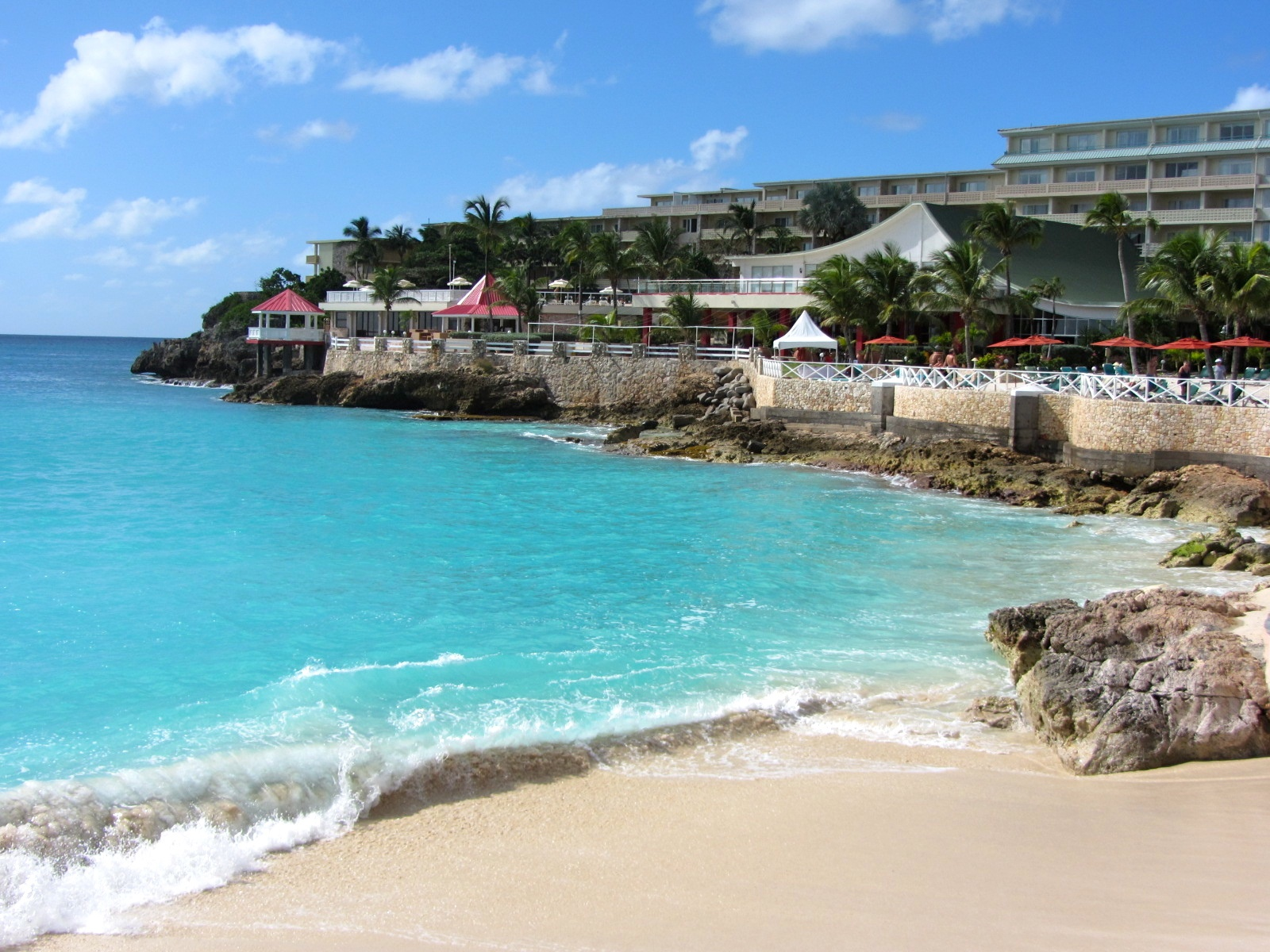
Un complejo turístico frente a una playa de San Martín

La política de laderas o colinas, a partir de 1998, se refiere principalmente al desarrollo residencial. En la ladera, sólo se permite el desarrollo residencial, algunas laderas con un importante "impacto visual" se protegen y conservan por su paisaje general. Se proyecta un parque natural para las siguientes colinas: Cole Bay, Sentry, St. Peters, Concordia, Marigot, Waymouth y Williams. La política establecía que el objetivo principal era conservar y mantener la ladera verde y restaurar los hábitats naturales si fuera necesario. Sin embargo, a partir de 2020, estos parques naturales aún no se han establecido.

### Relaciones Exteriores
El gobierno de los Países Bajos controla la relaciones internacionales de San Martín que sin embargo puede pertenecer a organizaciones internacionales que admitan a territorios no soberanos. Como tal San Martín no puede establecer embajadas ni consulados ni tener funcionarios diplomáticos sin autorización del Reino.
4 países tienen consulados en la parte neerlandesa de San Martín incluyendo Canadá, Francia, Guyana y la República Dominicana. El gobierno de los Países Bajos tiene una representación en la Capital de San Martín, Philipsburg y el gobierno de San Martín tiene una representación en La Haya.
Las relaciones con la Unión Europea se definen en la Decisión (UE) 2021/1764 del Consejo, de 5 de octubre de 2021, relativa a la asociación de los países y territorios de ultramar con la Unión Europea, incluidas las relaciones entre la Unión Europea, por una parte, y Groenlandia y el Reino de Dinamarca, por otra (Decisión sobre la Asociación de Ultramar, incluida Groenlandia, DOAG). La DOAG establece una serie de ámbitos de cooperación. La mayoría de ellos pueden englobarse en la definición de resiliencia, con numerosas ramificaciones.
La cooperación de la UE con San Eustaquio se enmarca además en la Parte IV del Tratado de Funcionamiento de la Unión Europea (TFUE). El artículo 198 del TFUE subraya que la asociación deberá promoverá el desarrollo económico y social de los países y territorios y establecerá estrechas relaciones económicas entre ellos y la Unión en su conjunto.
La cooperación transfronteriza ecológica permitiría aprovechar las iniciativas en curso de la asociación entre la UE y la parte neerlandesa de la isla, así como con la parte francesa. La UE contribuyó, a través de la asignación territorial del 11.º Fondo Europeo de Desarrollo (FED), a San Martín con una asistencia técnica de 880.000 euros para proporcionar servicios de desarrollo de capacidades para fomentar la cooperación transfronteriza. La UE a través de la DG REGIO, también financia un programa INTERREG Saint-Martin - Sint Maarten 2013-2020 en las áreas prioritarias de adaptación al cambio climático, prevención y gestión de riesgos, protección del medio ambiente y uso eficiente de los recursos. Este programa financia estudios para la futura planta de tratamiento de aguas residuales de la bahía de Cole, que será utilizada tanto por la parte neerlandesa de San Martín como por la Francesa.

## Geografía

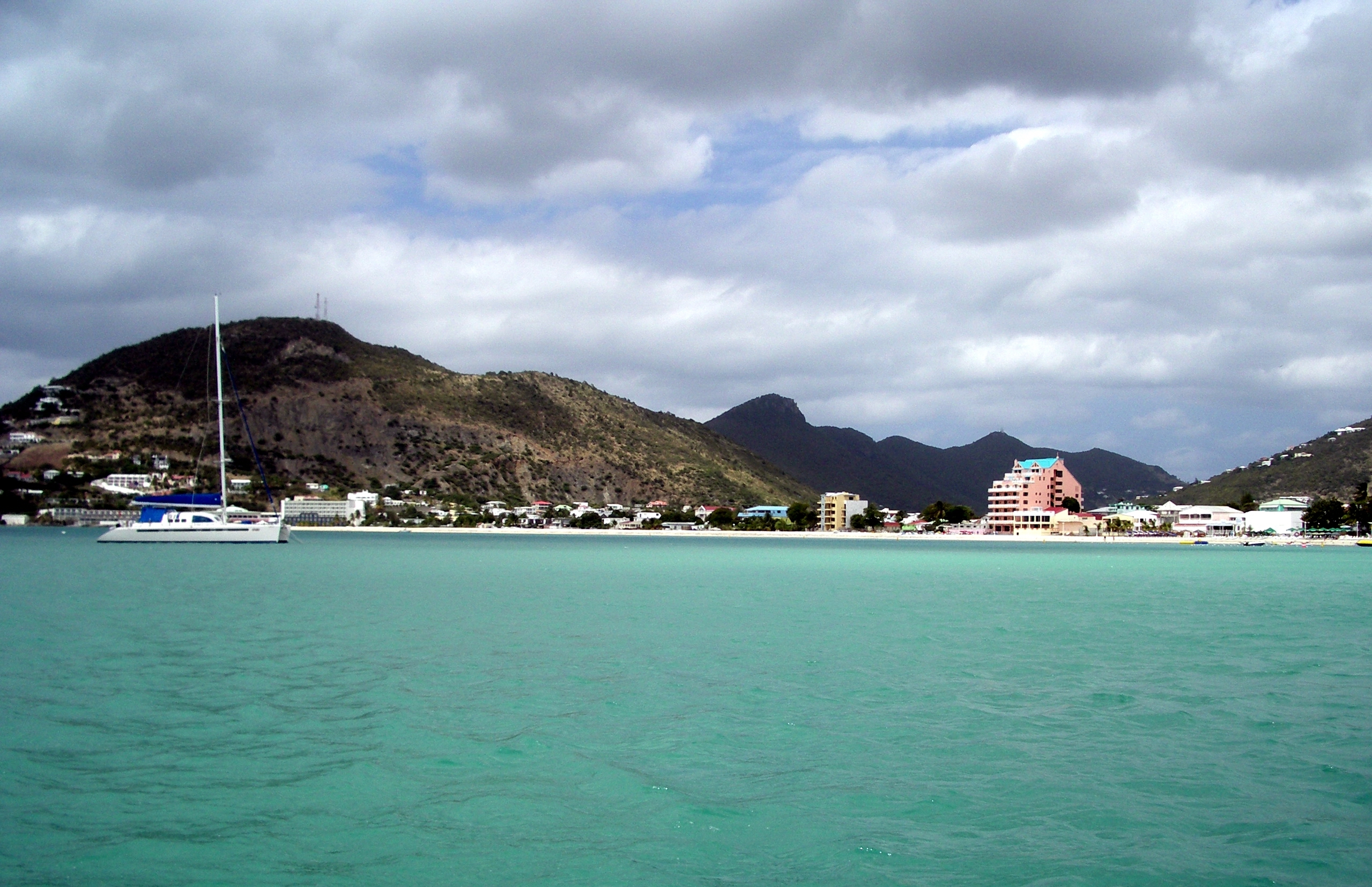
Parte neerlandesa de San Martín.

San Martín es la parte sur y menor (posee 34 km²) de la isla de San Martín y está separada de la parte francesa por una frontera terrestre (cuyo límite no es visible), la única frontera existente entre Francia y el Reino de los Países Bajos.
La capital es Philipsburg, donde está el Parlamento y la mayoría de los servicios gubernamentales.
Otras localidades son Simpson Bay, Madame Estate, Cul de Sac, Dutch Quarter, Koolbaai, Oyster Pond, South Reward, Saint-Peters, Pointe-Blanche, Middle Region, Cay Hill, Upper Prince's Quarter y Lower Prince's Quarter. Los asentamientos dispersos se centran principalmente en las zonas bajas cerca de la costa, pero están comenzando a extenderse en las alturas de los cerros.
Su territorio insular también incluye las islas deshabitadas Guana Key, Hen & Chicks, Cow & Calf, Molly Beday y Pelican Key.

### Clima
El clima es tropical marítimo con vientos suaves. La temperatura media en verano (junio-septiembre) es de aproximadamente 27 °C y en invierno (diciembre-febrero) ronda los 25 °C con cambios de temperaturas prácticamente insignificantes, siendo que por la noche muy pocas veces baja de los 20 °C, incluso en invierno. La precipitación media anual es de 700 mm.
Los efectos del cambio climático se dejan sentir en San Martín. Según la Iniciativa de Arrecifes de Coral de las Antillas Neerlandesas, los arrecifes de coral se fragmentaron debido a un aumento de la temperatura hasta los 30 °C en 2005. Las catástrofes naturales (huracanes), el desarrollo y la industria basada en el turismo provocaron una importante disminución con el paso de los años. Los lechos de hierbas marinas son importantes para el anclaje de la arena en su lugar, así como para la protección contra los huracanes[55]. Sin los lechos de hierbas marinas, la arena puede ser fácilmente desplazada por un huracán, lo que resulta en la pérdida de las playas o la arena se acumula en una zona, afectando a la vida marina

### Flora y fauna
La mayor parte de la flora está constituida por palmeras, hibiscos y cactus mientras que en la zona montañosa central se encuentran pequeños bosques. La fauna está constituida por casi un centenar de especies de aves y varias especies de lagartos y otros animales salvajes.

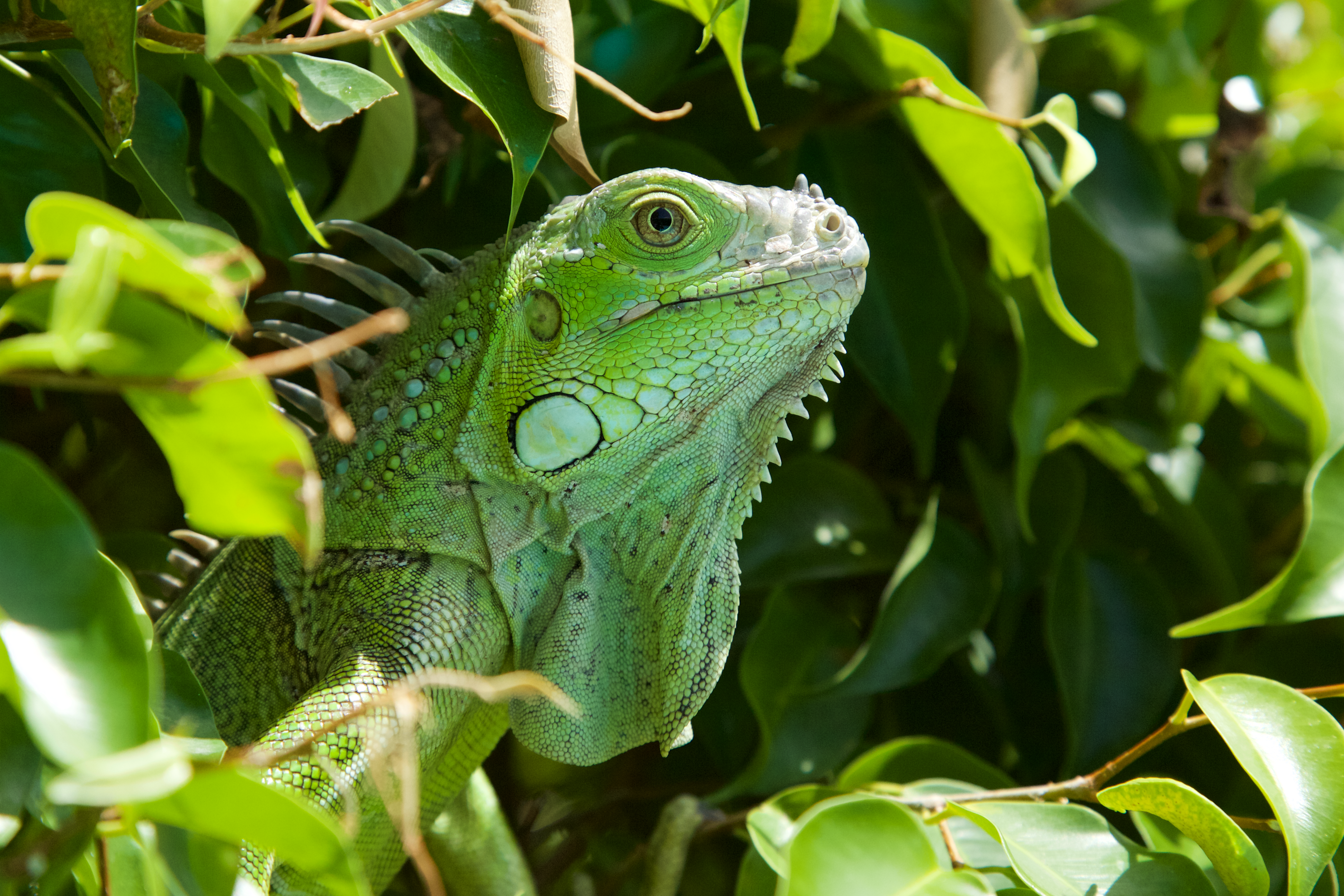
Iguana en la parte neerlandesa de San Martín

San Martín alberga muchas plantas características, como el hibisco, la salvia amarilla (que se ve en la bandera), los árboles flamígeros, la caoba y los cactus. Se calcula que hay unas 522 plantas silvestres, principalmente plantas de semilla y unos pocos helechos. La Calyptranthes boldinghgii y la Galactia nummelaria son "endémicas de la isla" y se sospecha que ya se han extinguido. Gran parte de las cimas de las colinas son bosques estacionales semipermanentes, poco frecuentes en la región.
La categorización de las especies de plantas nativas, introducidas e invasoras no está tan bien documentada para la isla. Algunas de las especies de plantas introducidas son: la hierba de manila (Zoysia matrella), la bayoneta española ( Yucca aloifolia), la almendra de Singapur (Terminalia catappa), el aloe verdadero (Aloe vera). Algunas de las especies autóctonas son el acebo de las Indias Occidentales (Tunera ulmifolia), el amaranto espinoso (Amaranthus spinosus), el pimiento morrón (Capsium pulcherrima), el heliotropo de la sal (Heliotropium curassavicum), el árbol del ron de la bahía (pimento racemose) y el sourbush (pluchea carolinesis). Una de las especies invasoras de la isla es la hierba pata de gallo (Dactyloctenium aegyptium).
El Estanque Mullet o Mullet Pond, una sección de la laguna interior de la Laguna de la Bahía de Simpson (Simpson Bay Lagoon), alberga el 70% de la población de manglares que quedan en la parte neerlandesa de la isla. Los manglares son un lugar de cría para muchos peces jóvenes y, durante la temporada de huracanes, proporcionan protección costera. Sin embargo, la zona está en peligro debido al dragado, las actividades turísticas y la industria de los yates en la isla.
El estanque Mullet es el sitio Ramsar número 55 desde 2016 y, por tanto, está protegido según el Tratado de Ramsar, un compromiso mundial para proteger las zonas de humedales de importancia ecológica.

## Demografía

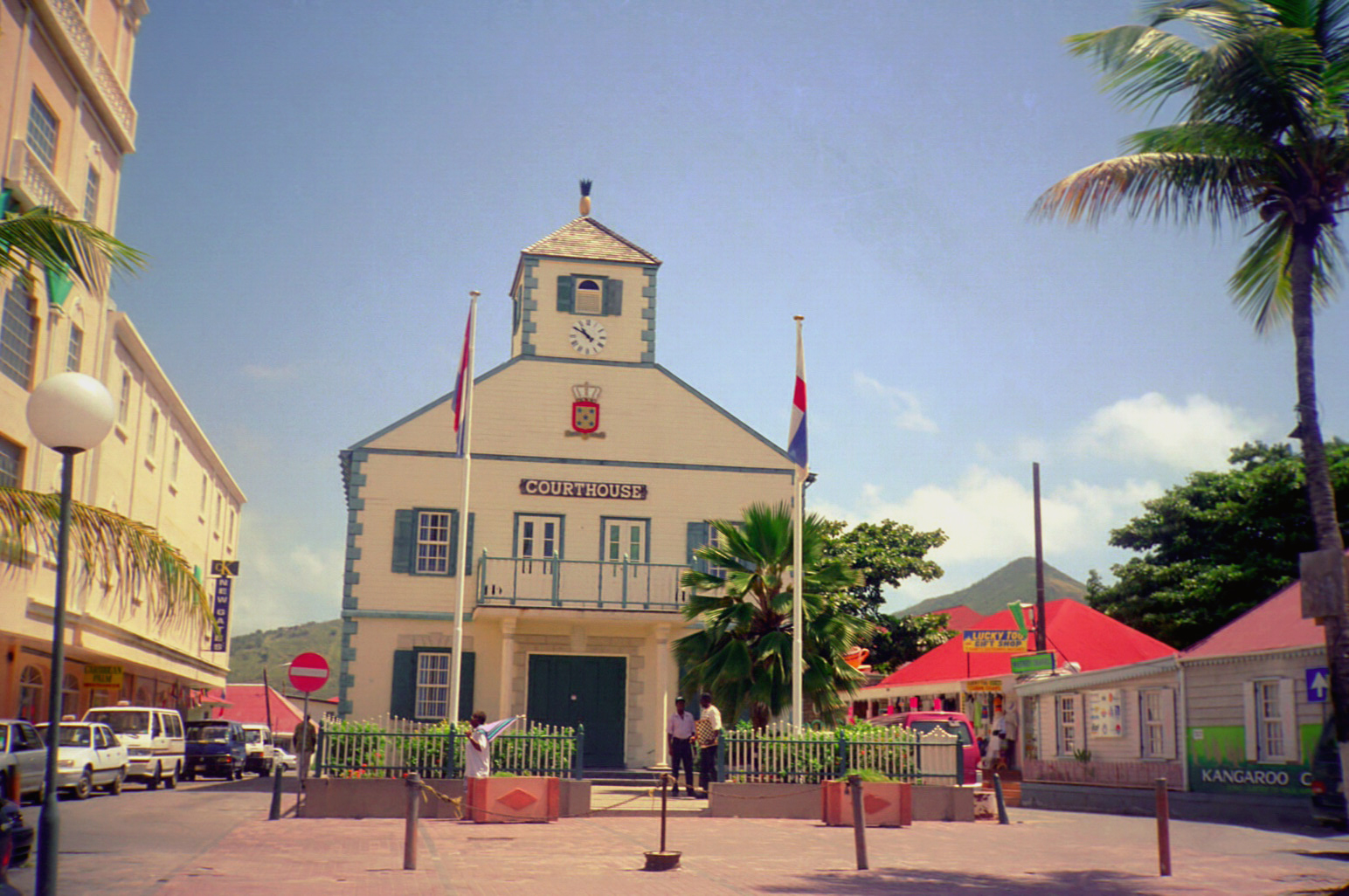
Vista de Philipsburg, capital de San Martín.

En el último censo en 2011, el territorio insular de San Martín poseía 33 609 habitantes. La población actual es probablemente mucho más alta, sin embargo, con un gran número de ilegales, influyendo también la inmigración continua.
De los 30 594 residentes que se habían contado en 2001 sólo el 51 % era de nacionalidad neerlandesa y solo el 30 % era originario de la isla. Los grupos más numerosos de extranjeros son ciudadanos de la República Dominicana y Haití (cada uno por lo menos 10 % de la población). Grupos más pequeños de extranjeros provienen de países de habla inglesa como Jamaica, Guyana, el Reino Unido (en especial las Islas Vírgenes Británicas) y los Estados Unidos.
Según los datos de la Oficina Central de Estadísticas local los datos de población son los siguientes:
| Año  | Población | hab/km²  |
| ---- | --------- | -------- |
| 2005 | 36 256    | 1066,35  |
| 2006 | 37 629    | 1106,73  |
| 2007 | 38 927    | 1144,911 |
| 2008 | 40 009    | 1176,73  |
| 2009 | 40 915    | 1283,38  |
| 2010 | 37 429    | 1100,85  |

### Religión

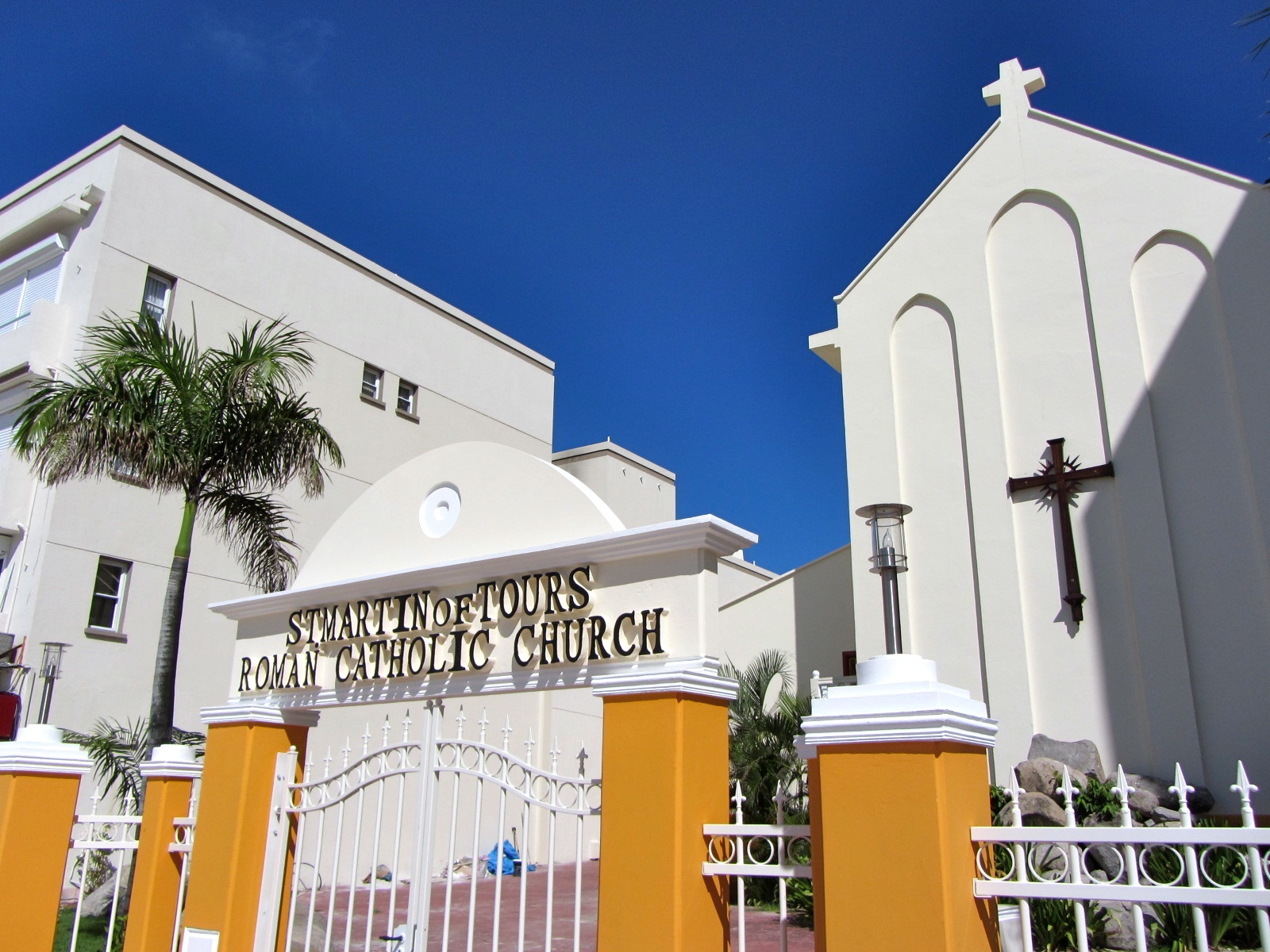
Iglesia católica de San Martín de Tours en Philipsburg

En el sentido religioso, San Martín alberga diferentes credos la mayor parte de la población es cristiana, según datos de la CIA World Factbook para 2022: 33.1% de la población es cristiana católica, el 14,7% es pentecostal, el 10% metodista, 9% bautista, 6% adventista del séptimo día, anglicano 4%, 3% de judíos, y también 13% de calvinistas (reformados).
La historia de los judíos en San Martín comenzó antes de 1735, cuando dos familias judías ya vivían en dicho territorio. Una congregación judía existía en la década de 1780. Esta comunidad gestionaba una sinagoga ubicada en Philipsburg, entre las calles Front y Back. Después de que el huracán San Mateo azotara San Martín el 21 de septiembre de 1819, la sinagoga fue destruida y la comunidad judía de la isla disminuyó. (aunque el proceso probablemente comenzó alrededor de 1800). Todavía se pueden encontrar restos de la sinagoga detrás de lo que ahora es el Guavaberry Emperium en la calle Front. Se discute si existió un cementerio judío en Philipsburg. A principios de la década de 1850, sólo vivían 3 judíos en San Martín, lo que suponía el 0,1% de la población total (la mayoría de la población, el 56,8%, eran esclavos) Con el tiempo, todos los judíos abandonaron la isla.
Los judíos se reasentaron en la isla a partir de 1964. Con el crecimiento constante de la población judía y el turismo en la región al principio los rabinos la visitaban para las fiestas o para ocasiones especiales. Desde 2009 hay un rabino permanente en la isla. La sinagoga temporal fue sustituida por una nueva sinagoga en Billy Folly Road, en Simpson Bay. En el edificio funciona un minyan diario, interrumpido por la pandemia de coronavirus de 2020 en San Martín. Se calcula que el número de judíos que viven permanentemente en San Martín es de 200. La comunidad presta servicios a los judíos que viven en San Martín, así como a los que la visitan, a la colectividad de San Martín y a Anguila. La rama de Jabad también presta servicios a los estudiantes y al personal de la Universidad Americana del Caribe en San Martín. La isla vecina francesa de San Bartolomé tiene su propia presencia de Jabad desde 2015.

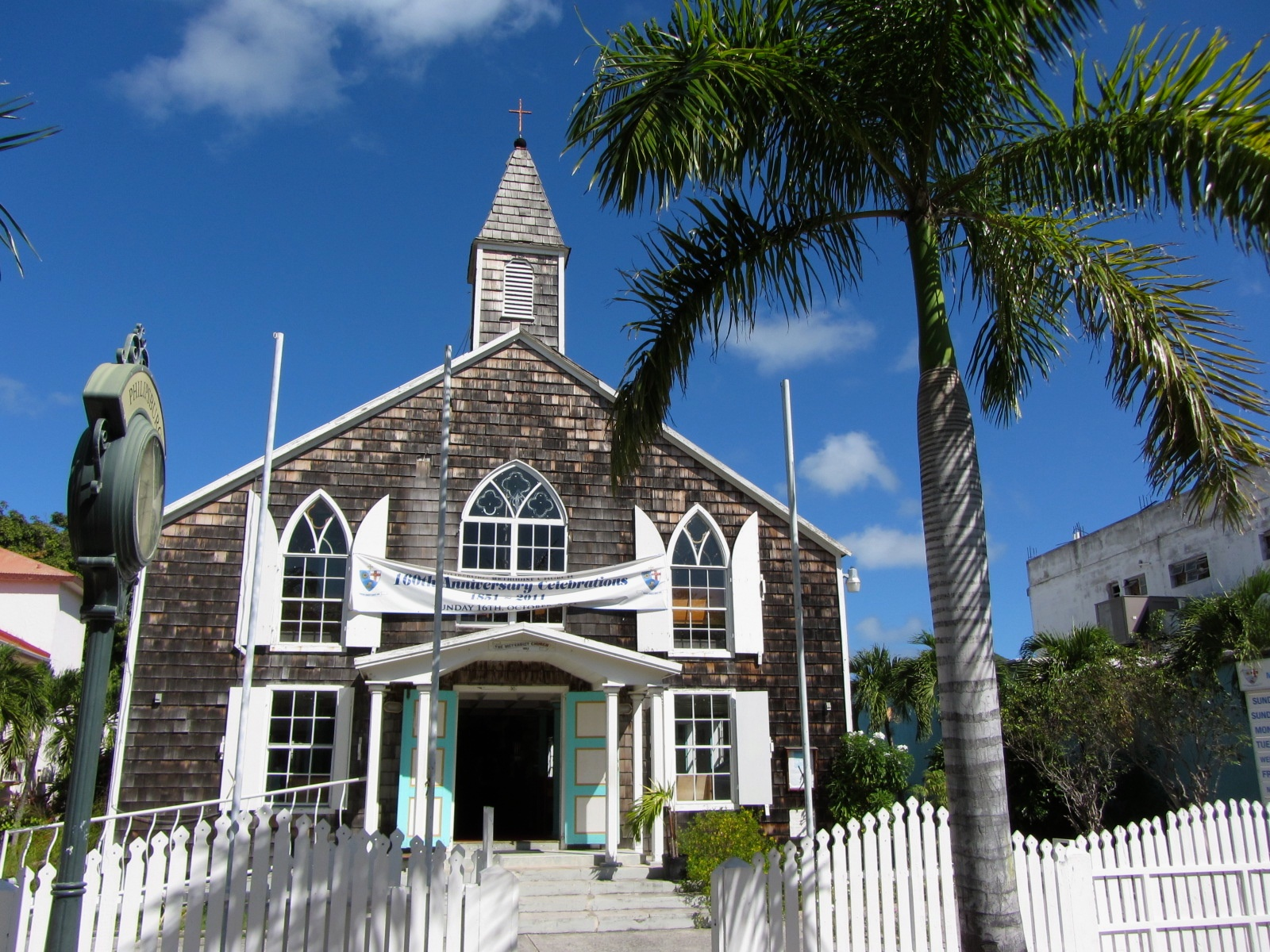
Iglesia metodista de San Martín

La Iglesia católica se estableció con 41 fieles en el lado neerlandés de la Isla alrededor de 1841, con la fundación de la Parroquia o Iglesia de San Martín de Tours nombre que fue escogido porque corresponde a la denominación que escogió Cristóbal Colón al nombrar la isla en su segundo viaje al Nuevo Mundo. En 1844 colocó la primera piedra de la primera iglesia católica en su ubicación actual, en la calle Front de la capital de la isla Philipsburg. 5 años después la comunidad ya estaba conformada por 160 personas.
Sin embargo, la población católica creció, por lo que la iglesia se amplió varias veces. En 1933 los feligreses se dieron cuenta de que era necesaria la construcción de una iglesia más grande. El 30 de mayo de 1952 se terminó la actual iglesia.
A medida que la población de la parte neerlandesa de la isla crecía, también lo hacía la comunidad católica que se veía fortalecida con emigrantes de otras partes del Reino, de la parte francesa y del área del Caribe. Además de la iglesia principal en Philipsburg, se establecieron otras iglesias (todas subordinadas a la misma jurisdicción de la primera parroquia). En 1847 se construyó una iglesia en Cole Bay, que fue destruida por un incendio en 1872 y nunca se reconstruyó. En 1897 se construyó una pequeña capilla en Simpson Bay, que fue sustituida en 1965 por la iglesia actual de María Estrella del Mar (Mary Star of the Sea Church). Finalmente, en 1977 se terminó de construir la iglesia de Cristo Resucitado (Risen Christ Church) en South Reward.

### Idiomas
El idioma de la administración es el neerlandés. El 68 % de la población habla inglés en casa, 16 % español, el 8 % neerlandés y 4 % otros idiomas.

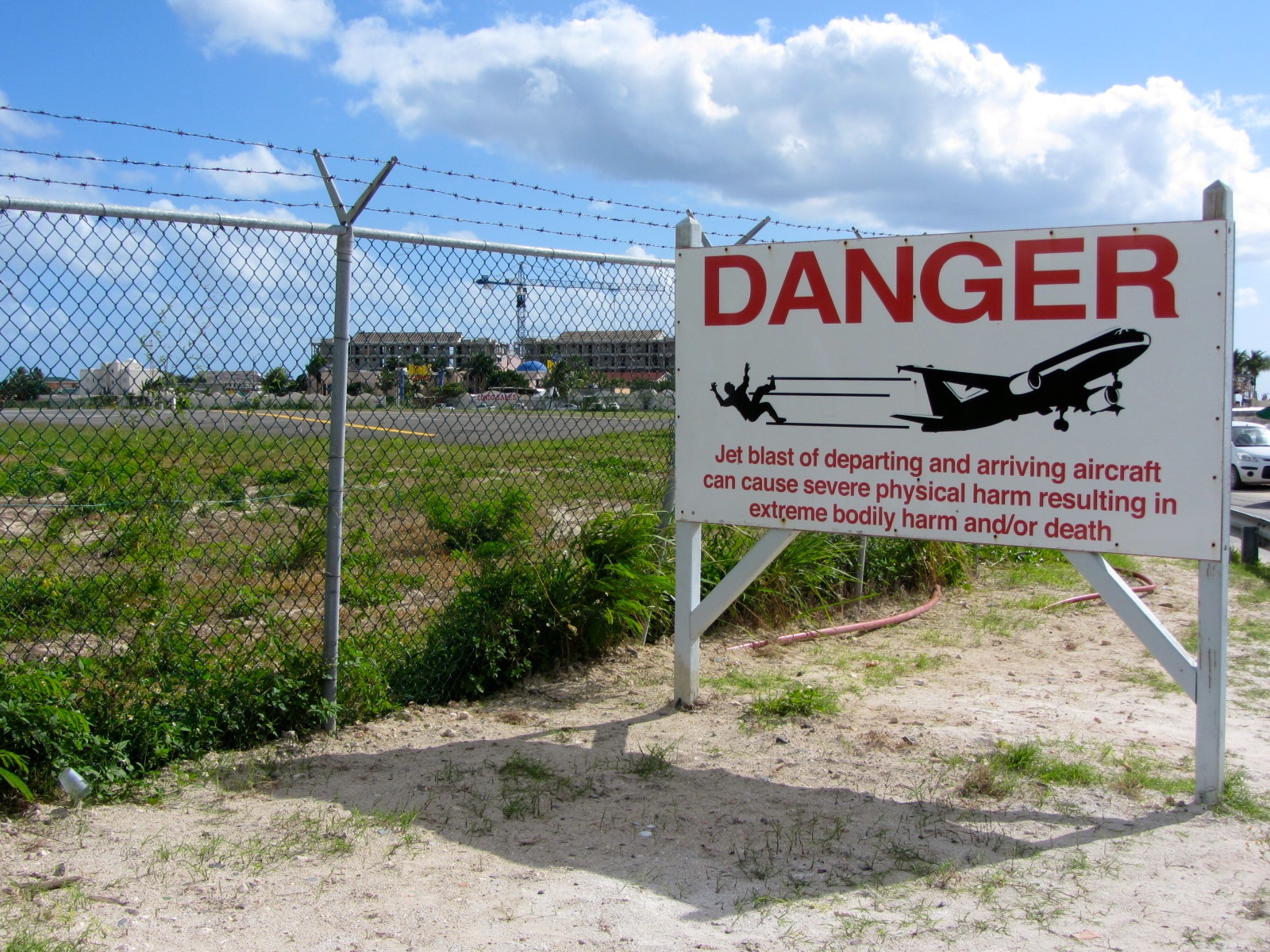
Aviso de peligro cerca del Aeropuerto escrito en inglés

Los idiomas oficiales de San Martín según la constitución de 2010 son el neerlandés y el inglés. El papiamento no tiene mayoría en la isla, a diferencia de lo que ocurre en Curazao y Bonaire. El español es el segundo idioma más hablado de forma nativa, sin ser oficial.
El francés tiene importancia por ser hablado en la vecina colectividad territorial francesa de Saint-Martin.
| Idioma                | Papiamento | Inglés | Neerlandés | Español | Otros |
| --------------------- | ---------- | ------ | ---------- | ------- | ----- |
| San Martín            | 2          | 68     | 8          | 16      | 4     |
| Antillas Neerlandesas | 63         | 16     | 7          | 8       | 5     |

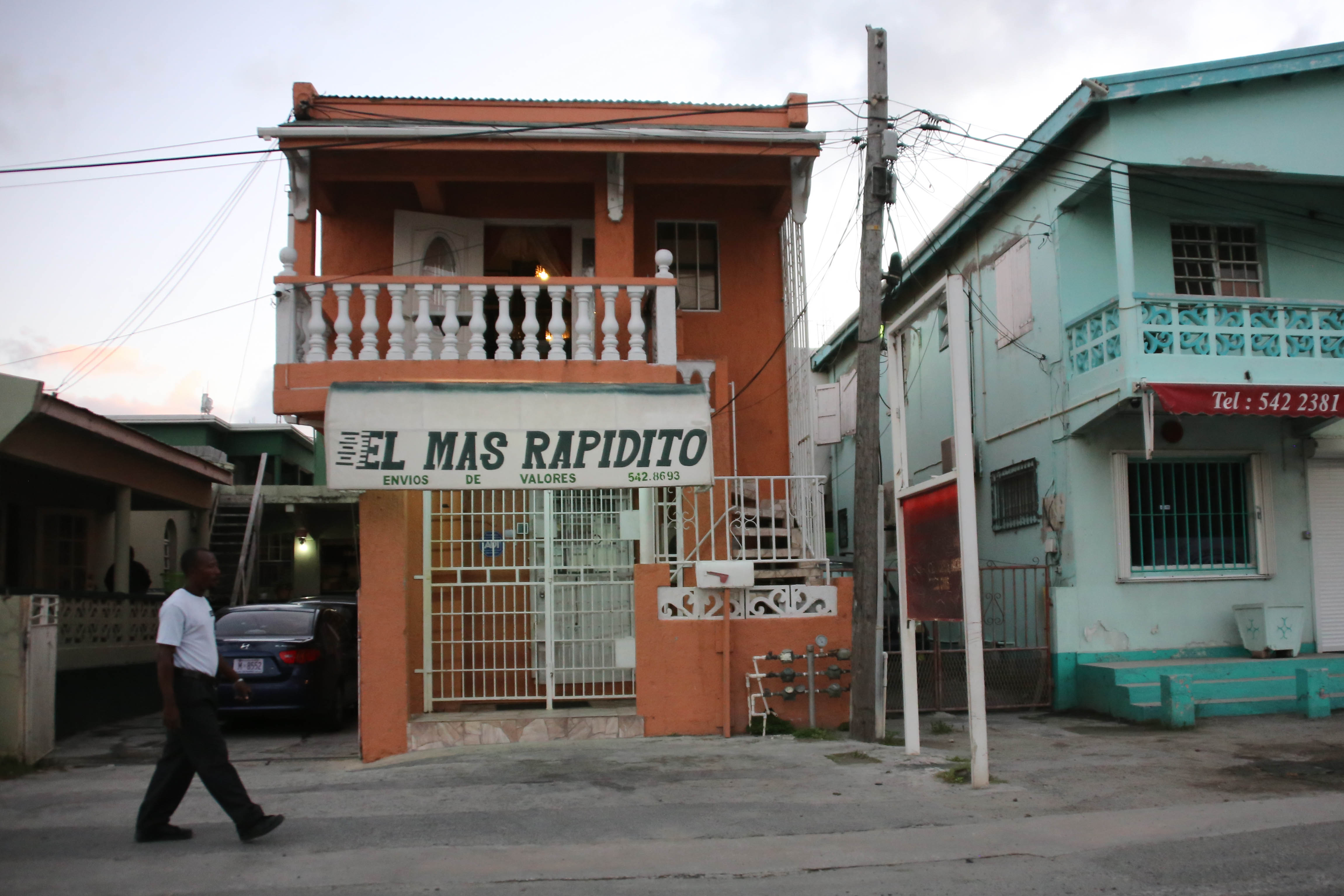
Nombre de un local de envíos escrito en español El Mas Rapidito

El inglés es la lengua de comunicación cotidiana en San Martín, y también la primera lengua de la mayoría de la población de San Martín. Una variedad local del criollo de las Islas Vírgenes se habla en situaciones informales por los habitantes de San Martín entre ellos. La mayoría de los habitantes de San Martín aprenden el neerlandés como segunda lengua y sólo lo utilizan cuando se comunican con otros hablantes de esa lengua.
La señalización local utiliza tanto el neerlandés como el inglés. En San Martín la política del gobierno neerlandés con respecto a San Martín y otras islas promueve la educación en inglés.
Según el censo de 2001, había muchos más hispanohablantes que hablantes de neerlandés, con un 14,8% y un 4,2% de la población, respectivamente. San Martín es una sociedad políglota, la mayoría son simultáneamente bilingües en neerlandés e inglés, y entre ellos hay también hablantes de español y francés. La lingüista Linda-Andrea Richardson sin embargo afirmó en 1983 que el neerlandés era una "lengua muerta" en San Martín.
Algunos residentes, incluidos los arubeños y los locales que vivieron en Aruba, hablan papiamento.

### Localidades

Mapa de la isla de San Martín. Al sur, la parte neerlandesa.

Con una densidad de población de más de 1000 habitantes por kilómetro cuadrado, San Martín está densamente poblada. Los núcleos originales crecieron hasta convertirse en las localidades actuales. En el censo de 2001 se registraron las siguientes áreas principales:
- Philipsburg con 1228 habitantes
- Lower Prince's Quarter («Barrio Bajo del Príncipe») de 8123 habitantes
- Cul de Sac con 7880 habitantes
- Koolbaai/Cole Bay con 6046 habitantes
- Upper Prince's Quarter («Barrio Alto del Príncipe») de 4020 habitantes
- Little Bay («Fuerte Amsterdam») 2176 residentes
- Simpson Bay con 736 personas
- Lowlands («Tierras bajas»), con 232 habitantes

### Educación
San Martin posee diversas instituciones de educación primaria, secundaria, especial y superior tanto públicas como privadas
Las escuelas públicas incluye en primaria a: la Escuela Charles Leopold Bell (Cole Bay), Escuela Leonald Connor (Cape Bay), Escuela Dr. Martin Luther King, Jr. (Lower Princes Quarter), Escuela primaria Ruby Labega (Retreat Estate), Escuela Oranje (Philipsburg), Escuela Marie G. de Weever (Hope Estate). La única escuela secundaria pública es la St. Maarten Vocational Training School en South Reward. La escuela Prins Willem Alexander, en St. Peters, es una institución de educación especial
Los colegios privados subvencionados por el gobierno de San Martín incluyen en Primaria: la Escuela cristiana Hillside (St. Peters), el Campus MAC Browlia F. Maillard (Cul-de-Sac) y el Campus Rev. John A. Gumbs Campus (Betty's Estate), la Escuela de los Adventistas del séptimo día (Cole Bay), la Primaria Sr. Borgia (Philipsburg), la Primaria Sr. Magda (St. Peters), Sr. Marie Laurence (Middle Region), la Primaria Regina (Simpson Bay), la Primaria St. Dominic (South Reward) y La Primaria St. Joseph (Philipsburg) la Escuela cristiana The Asha Stevens - Hillside (Cayhill).
En cuanto a las instituciones de educación Secundaria privadas se puede mencionar al Colegio Milton Peters (South Reward), la Academia St. Maarten (campus principal en Cul-de-Sac), la Escuela Sundial (Philipsburg), la Escuela Secundaria St. Dominic (South Reward), la Escuela St.Maarten Vocational Training (South Reward) y la Secundaria M.A.C (Ebenezer).

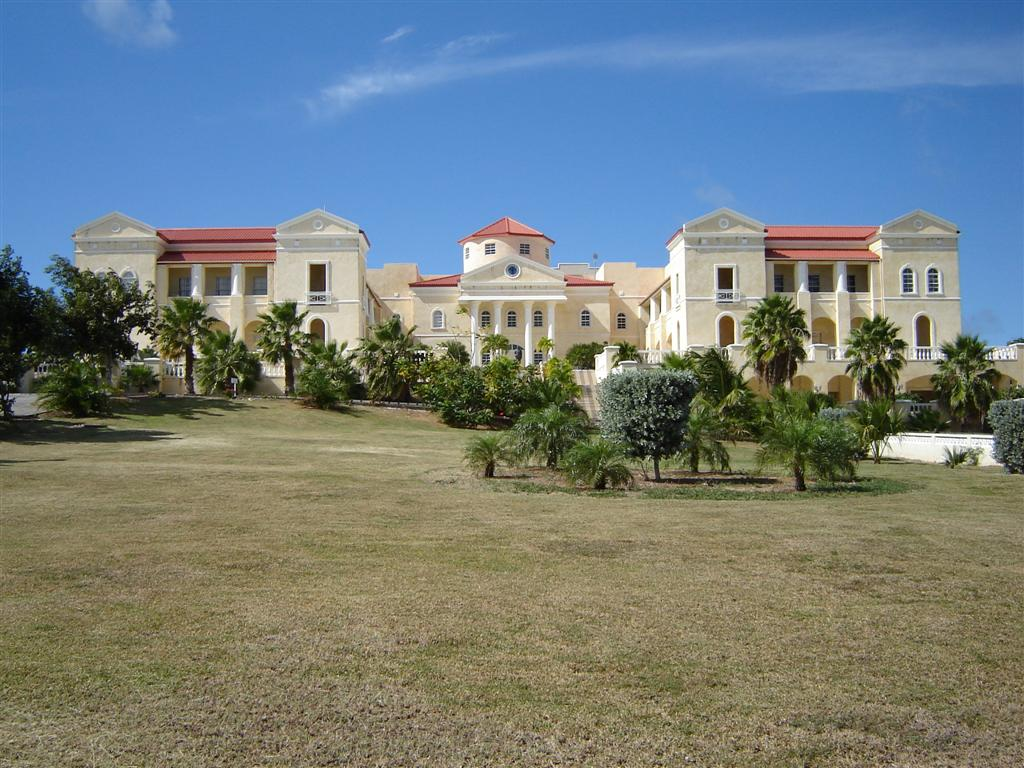
Universidad estadounidense del Caribe en San Martín

Anteriormente, los residentes tenían que completar los estudios secundarios en las islas de Aruba y/o Curazao mucho más al sur del Caribe cerca de Venezuela. Antes de 1976, San Martín tenía dos escuelas secundarias: la escuela secundaria gubernamental John Phillips y la escuela secundaria católica Pastoor Nieuwen Huis. La Philips era una escuela clasificada como MAVO/ETAO, mientras que laHuis era una escuela MAVO. La fundación Stichting Voortgezet Onderwijs van de Bovenwindse Eilanden (SVOBE), establecida el 20 de febrero de 1974, se creó como órgano de gobierno neutral para una nueva escuela creada por la fusión de las escuelas Phillips y Huis. MPC, la escuela fusionada, abrió sus puertas el 17 de agosto de 1976.
La Academia Internacional del Caribe, fundada en 2003, es un colegio privado preparatorio de internado y de día en la isla de San Martín. Atiende a niños desde el jardín de infancia hasta el duodécimo curso, y es la única escuela que ofrece el Diploma de Estudios Secundarios de Canadá/Ontario (OSSD), y el 90% de sus graduados acuden a universidades de Europa, Canadá y Estados Unidos.
La Escuela Preparatoria Learning Unlimited (Learning Unlimited Preparatory School o LUPS) es una institución acreditada en EE. UU., que estableció una sede en el Caribe en San Martín en 1991. La escuela está acreditada por la Asociación Sureña de Escuelas Independientes (Southern Association of Independent Schools o SAIS) y la Asociación de Colegios y Escuelas del Sur (Southern Association of Colleges and Schools o SACS).
La mayoría de los residentes que asisten a instituciones terciarias lo hacen en Curazao y/o en la parte Europea de los Países Bajos.
La Facultad de Medicina de la Universidad estadounidense del Caribe (American University of the Caribbean School of Medicine o AUC), fundada en 1978, se encontraba anteriormente en la cercana isla de Montserrat. Debido a la erupción del volcán Soufrière Hills en 1995, la AUC trasladó su campus a San Martín ese mismo año. En 1998 se construyó un campus permanente en Cupecoy.
La Universidad de San Martín (USM) se encuentra en Philipsburg. La Facultad de Medicina de la Universidad de San Eustaquio, fundada en 1999, se encontraba anteriormente en San Eustaquio. En septiembre de 2013, la Universidad de San Eustaquio trasladó su campus a Cole Bay, San Martín.
La Biblioteca Philipsburg Jubilee de Philipsburg (Philipsburg Jubilee Library) era la biblioteca más destacada de San Martín. Sin embargo, tras el paso del huracán Irma por la isla en 2017, la biblioteca se vio obligada a cerrar. En 2019, se criticó que la biblioteca aún carece de la financiación necesaria para su reconstrucción, pero poco después reabrió en una ubicación temporal hasta nuevo aviso.

### Sanidad
La isla de San Martín (tanto la parte neerlandesa como la francesa) posee al menos 5 instalaciones hospitalarias y una clínica veterinaria: incluyendo el Centro Médico Sint Maarten, el Centro Médico Louis Constant Fleming (centre hospitalier Louis Constant Fleming), la Fundación de Salud Mental de San Martín, el Centro de Emergencias Louis Constant Fleming, El AA Meetings de la Cruz Roja, la Clínica Dental SXM y el Hospital de Animales de St. Maarten.
San Martín está sometida a cambios demográficos y epidemiológicos acelerados. El aumento de la población adulta mayor y el número de personas que desarrollan enfermedades crónicas no transmisibles, además de las enfermedades existentes transmitidas por vectores, está aumentando la demanda de recursos sanitarios y la respuesta oportuna. Se ha producido un aumento constante de la población de edad avanzada en San Martín, que se ha duplicado en los últimos 10 años, y la franja de edad de 50 a 60 años representa el 22% de la población.
Se ha observado una tendencia al alza en las enfermedades no transmisibles (ENT), encabezadas por la hipertensión arterial (10,7%), seguida de la diabetes mellitus (5,3%) y el asma (2,6%). La cardiopatía isquémica fue la principal causa de muerte tanto en 2010 como en 2012, representando 1 de cada 4 muertes. La diabetes mellitus se clasificó en segundo lugar con 28 muertes (16%), un aumento del +22% en el número de muertes en comparación con 2010.
La mortalidad por neoplasias malignas aumentó en más de un +71% entre 2010 y 2012. Dos estudios realizados sobre la obesidad en los niños revelaron que 1/3 de los niños de 0 a 4 años tenían sobrepeso, El 45% de ellos eran obesos o tenían un sobrepeso severo (2009). En el grupo de edad de 12 a 18 años, el 40% de los niños sobrepeso y el 54% de ellos eran obesos (2010), principalmente como resultado del comportamiento nutricional y la falta de actividad física.
Las enfermedades infecciosas siguen siendo un reto para la población, sobre todo las transmitidas por vectores. transmitidas por vectores. Se registraron 173 casos de dengue en 2010 y 316 en 2013. La salmonelosis fue la principal enfermedad entérica notificada, con 11 casos en el periodo de 4 años.
Desde 2008, ha habido una tendencia general a la baja en el número de nuevos casos de VIH notificados. De 1986 a 2011, se notificaron un total de 681 infecciones por VIH y el 56,4% de ellas se produjeron entre hombres. En 2011, se notificaron 18 nuevos casos de VIH, 4 de los cuales fueron diagnosticados como sida.
La población total con diferentes formas de discapacidad en San Martín asciende a 3.843 personas (11.4%). La discapacidad visual era la principal, con un número total de 2.370 (61,7% de los discapacitados), seguida de la discapacidad múltiple 1.112 (28,9%), la discapacidad física 170 (4,4%) y la discapacidad intelectual/mental 61 (1,6%). La ceguera estaba presente en una pequeña proporción con sólo el 0,8%.

## Economía

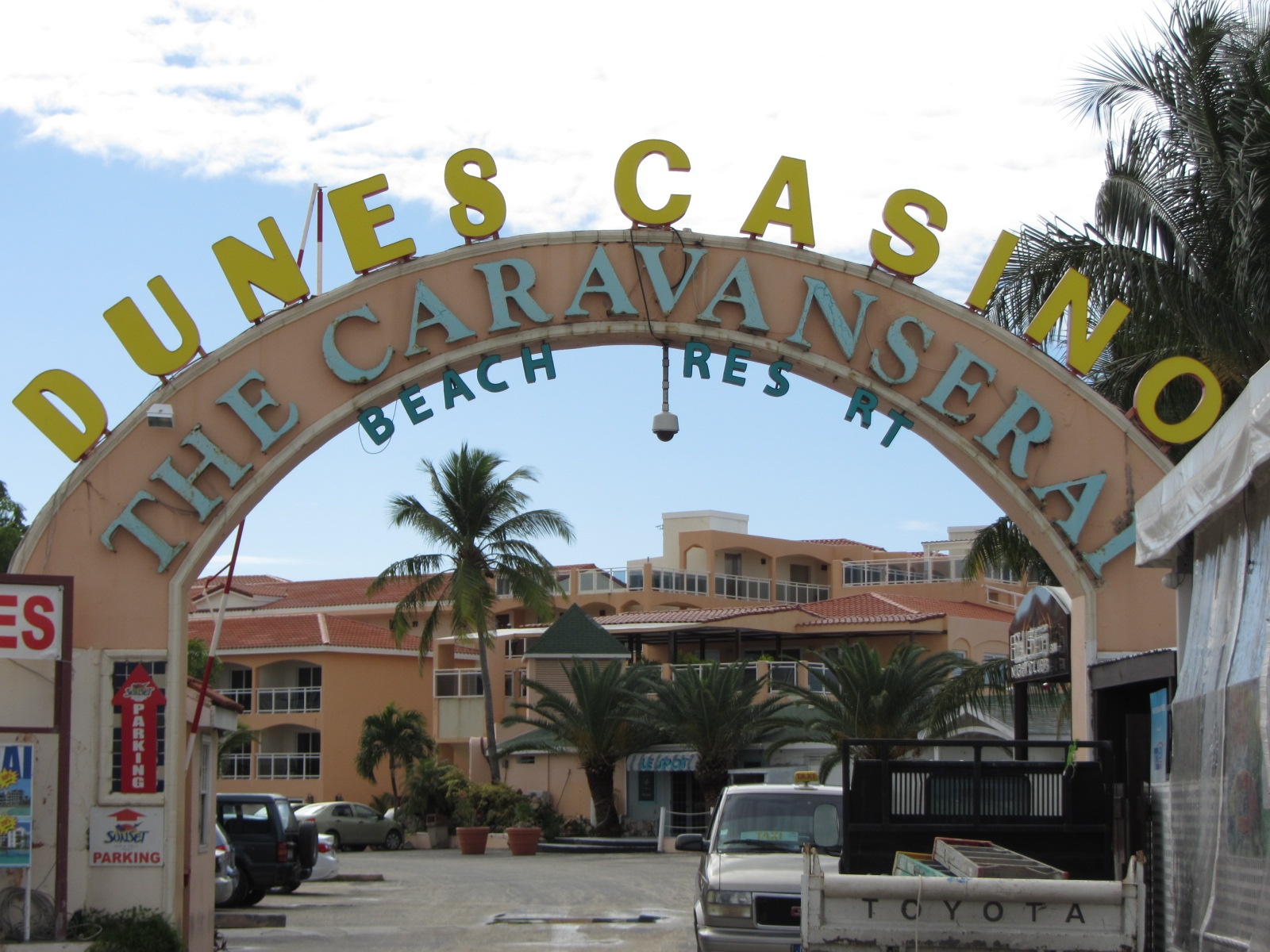
Caravanserai Beach Resort y el Casino Dunes

La economía de San Martín se basa en el turismo, los casinos y las actividades bancarias. Se estima que más de 3 millones de turistas y 400.000 pasajeros de cruceros visitan la isla cada año.
.En temporada de vacaciones, la isla también se convierte un punto de parada para muchos cruceros. Esto implica que el tráfico en la isla varía en función a más o menos cuantos buques se quedan. En temporada, puede recibir un máximo de diez barcos por día.
En 2014, San Martín tenía más máquinas recreativas por habitante que ningún otro país del mundo.
Las principales atracciones o actividades turísticas son
- playas: frente a las agitadas aguas del océano Atlántico o bañadas por las tranquilas aguas del mar Caribe. Muchos tienen restaurantes y deportes acuáticos. El nudismo sólo se tolera en la playa de Cupecoy.
- Senderismo por las colinas y los senderos de la costa.
- tiendas, algunas de ellas muy lujosas (ropa, joyas, alta tecnología, puros, alcohol, muebles, etc.)
- restaurantes: cocina francesa, cocina caribeña, cocina internacional, etc.
- casinos y vida nocturna (discotecas, cines, etc.)
- la regata Heineken, una reunión de barcos de vela.
- Carnaval de Philipsburg a principios de mayo.
- Licor de guayaba (bebida tradicional de Navidad).

San Martín tiene un banco central conjunto con Curazao, el Banco Central de Curazao y San Martín. Este banco central es responsable de la emisión de moneda y del control de las reservas monetarias. Su moneda, el florín caribeño, se encuentra en una paridad fija con el dólar estadounidense, con un tipo de cambio de 1 US$ = 1,79 Cg. Empezó su circulación el 31 de marzo de 2025, sustituyendo al florín antillano neerlandés a una tasa de cambio de 1:1. Tras un período de cocirculación hasta el 30 de junio de 2025, el florín antillano neerlandés dejó de ser de curso legal.
Durante mucho tiempo, San Martín ha obtenido gran parte de sus ingresos de la industria del juego a través de casinos mal regulados y controlados hasta los años 90 por propietarios turcos o italianos, que se utilizaban para blanquear dinero del crimen organizado por valor de decenas de miles de millones de dólares. La isla servía de encrucijada para el narcotráfico en América cerca de paraísos fiscales como Antigua y Barbuda. Desde 1975 hasta 1994, cuando fue detenido, un empresario siciliano construyó un imperio turístico y hotelero en la isla, ayudado por amistades políticas corruptas. Se ipotiza que este hombre fue el apoderado social de Benedetto Santapaola, jefe de la familia mafiosa de Catania (en Sicilia al sur de Italia). También estaba vinculado a las familias mafiosas de Nueva York. San Martín era entonces un importante punto de tránsito para la cocaína enviada desde Colombia a Estados Unidos.

## Transporte

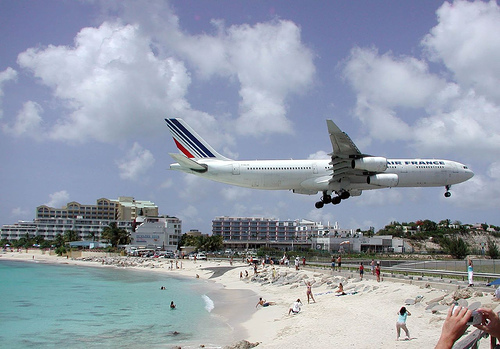
Avión aterrizando en el Aeropuerto Internacional Princesa Juliana de San Martín.

El Aeropuerto Internacional Princesa Juliana está entre las tierras bajas de la bahía y es la puerta de entrada a la isla. Fue renovado en 2006 y entre las mejoras recibidas se incluye una nueva terminal. En San Martín se realizan algunos de los aterrizajes más espectaculares del mundo, puesto que la playa se encuentra justo al lado de la cabecera de la pista, por lo que los aviones pasan muy cerca de los turistas. El sistema de carreteras es en general pobre, llevando a la congestión; si bien esto sucede en escasas ocasiones. No existen ferrocarriles en la isla.

#### Puertos
San Martín cuenta con un puerto, Port St. Maarten en Philipsburg, donde pueden atracar los cruceros. En temporada alta, hasta seis barcos al día. Una característica especial que hace que la isla sea atractiva, sobre todo para los turistas, es su condición de puerto franco, lo que significa que no se cobran impuestos ni derechos de aduana. Ello ha propiciado el desarrollo de un turismo regular de tabaco y bebidas espirituosas. Sin embargo, tan pronto como los últimos barcos se han ido alrededor de las 6 de la tarde, Philipsburg, por ejemplo, parece desierta.
Al este del puerto de cruceros se encuentra el muelle de carga Captain David, donde se manipulan los contenedores. El puerto de contenedores ha experimentado un desarrollo positivo desde 2010 y se ha convertido en un puerto de distribución para el Caribe Oriental. En 2019, se manipularon 105.200 TEU (unidades equivalentes a veinte pies).

## Deporte
Los deportes de equipo más populares en San Martín son el béisbol, el baloncesto, el voleibol, el críquet y el fútbol. La pesca recreativa, el golf y los deportes acuáticos (como el buceo, el kayak, el submarinismo y la navegación en yate) son muy populares entre los turistas.
La Asociación de Fútbol de San Martín se fundó en 1986. La organización no es miembro de la FIFA, pero se convirtió en miembro asociado de la CONCACAF en 2002, y en miembro de pleno derecho en 2013. La selección nacional de fútbol debutó en 1989, y juega sus partidos en casa en el Complejo Deportivo Raoul Illidge, con capacidad para 3.000 espectadores. Tras un periodo inicial de popularidad durante la década de 1990, que incluyó una participación en la Copa del Caribe de 1993, el interés por el fútbol disminuyó, y la selección nacional jugó su último partido oficial en 2000 (contra Dominica). Sin embargo, San Martín volvió a la competición internacional en marzo de 2016, para el torneo de clasificación de la Copa del Caribe de 2017.

La Asociación de Críquet de San Martín es miembro de la Asociación de Críquet de las Islas de Sotavento (LICA), que a su vez es miembro de la Junta de Críquet de las Indias Occidentales (WICB). Salvo raras excepciones (por ejemplo, el Stanford 20/20), el equipo nacional de críquet sólo juega contra otros miembros de la LICA, aunque los habitantes de San Martín pueden llegar a jugar con el equipo de las Islas de Sotavento a nivel regional y son elegibles tanto para las Indias Occidentales como para los Países Bajos a nivel internacional. La sede principal del cricket es el Charles Vlaun Cricket Field. 

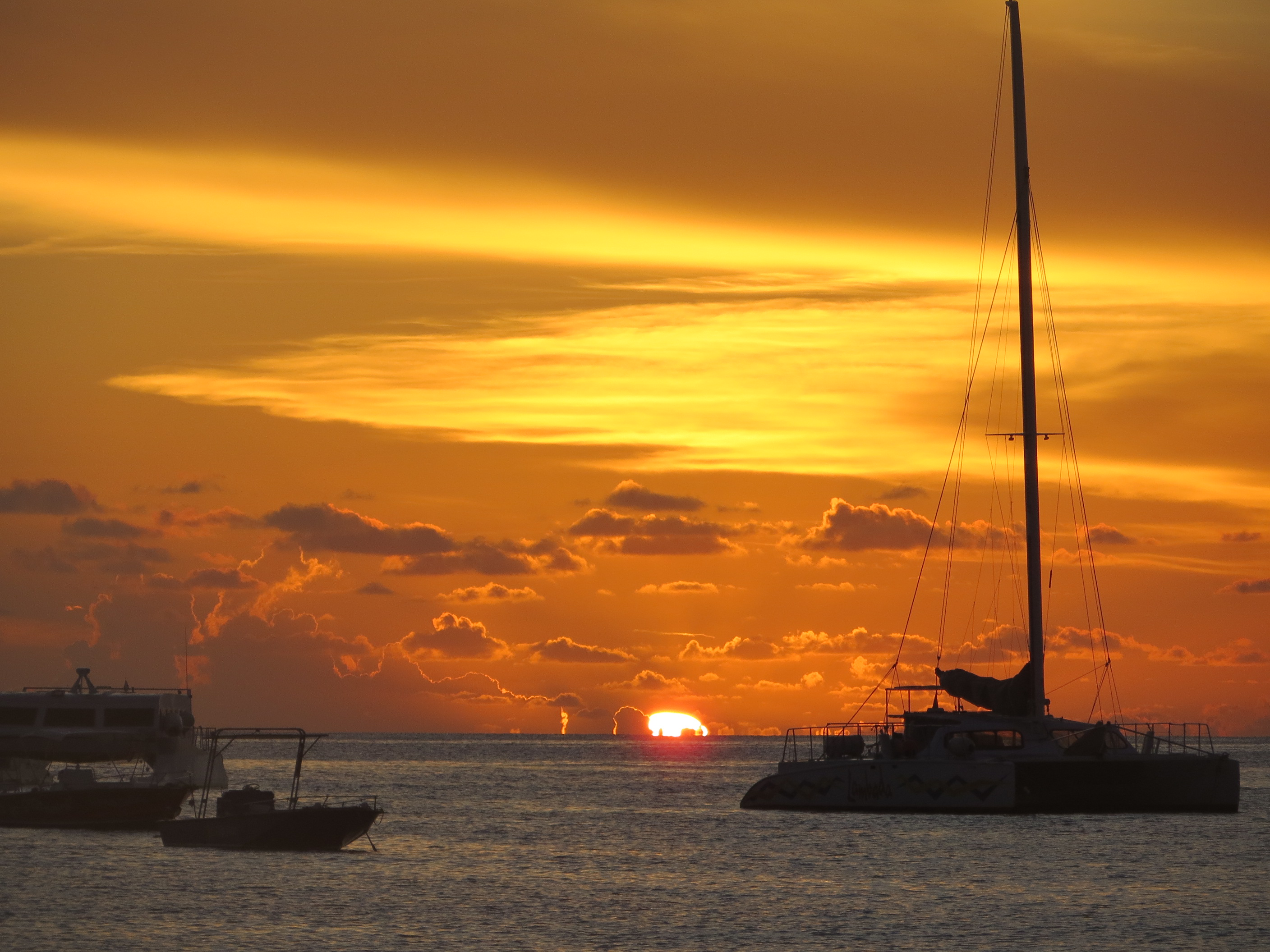
Yate en la playa Kim Sha, Bahía Simpson, San Martín

Colin Hamer fue el primer sanmartiniano en jugar al cricket de primera clase, mientras que Daniel Doram fue el primer isleño en jugar a nivel internacional, debutando con Holanda contra Irlanda en la Copa Intercontinental en julio de 2013 a la edad de 15 años, convirtiéndose también en el primer sanmartiniano en conseguir una racha de cinco saques de campo en primera clase. En 2016, Keacy Carty se convirtió en el primer sanmartiniano en jugar el críquet representativo de las Indias Occidentales (para la selección sub-19 de las Indias Occidentales) Carty fue el hombre de la final en la Copa del Mundo sub-19 de 2016, y más tarde fue descrito por el primer ministro, William Marlin, como alguien que había "llevado el nombre de San Martín a la aclamación internacional".
Antes de que el críquet se hiciera popular, llegó el béisbol. No existía un equipo nacional, aunque los santamarianos podían jugar en el equipo de béisbol de las Antillas Neerlandesas antes de su disolución Varios santamarianos han pasado por el sistema de béisbol estadounidense, jugando a nivel universitario o en las ligas menores. Allen Halley jugó en el béisbol universitario con los Jaguares del Sur de Alabama y fue reclutado por los Medias Blancas de Chicago en la 30.ª ronda del draft de 1995, llegando a la Clase A-Avanzada de las ligas menores. Otros tres, René Leveret, Marc Ramírez y Rafael Skeete, fueron contratados como agentes libres por equipos de las grandes ligas durante sus carreras, pero sólo jugaron en las ligas menores.
La Asociación de Voleibol de San Martín forma parte de la Asociación de Voleibol del Caribe Oriental, que organiza campeonatos de clasificación con los países de su zona. Los países o territorios que forman parte de la ECVA son: Anguila, Antigua y Barbuda, Bermudas, Islas Vírgenes, Dominica, San Martín holandés, San Martín francés, Granada, Montserrat, Saba, San Eustaquio, San Cristóbal, Santa Lucía y San Vicente y las Granadinas. En los últimos 8 años, el voleibol de San Martín a nivel nacional se ha ido desarrollando y mostrando resultados. En 2016, el equipo nacional masculino de San Martín ganó el campeonato en su grupo para la ronda 1 de la clasificación del Campeonato Mundial, obteniendo el oro y muchos premios individuales. Los premiados locales fueron: Nicholas Henrietta (mejor colocador); Leonardo J Jeffers (mejor atacante exterior); Stephan Ellis (mejor medio); Allinton Augustine (mejor defensa); Riegmar Valies Courtar (mejor opuesto), y Riegmar Valies Courtar (mejor anotador) y MVP jugador más valioso.

## Cultura

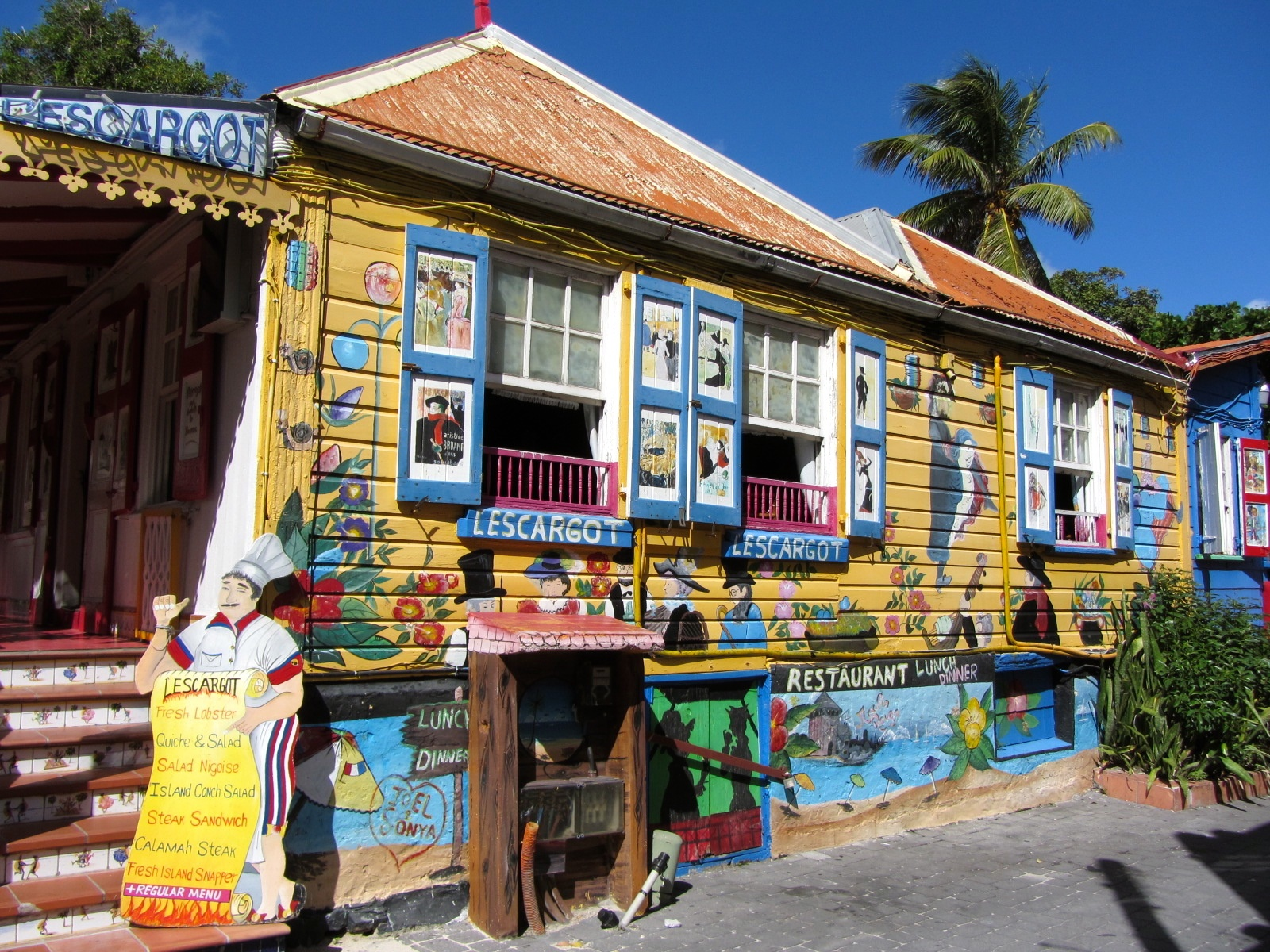
El edificio L'Escargot con sus pinturas fue declarado patrimonio protegido en San Martín

### Festivales
Cada año se celebra una regata de tres días que culmina el primer fin de semana de marzo. Entre los principales artistas culturales de la isla están Isidore "Mighty Dow" York (kaisoniano, panista), Roland Richardson (pintor impresionista), Nicole de Weever (bailarina, estrella de Broadway), Ruby Bute (pintora, narradora, poeta), Clara Reyes (coreógrafa), Susha Hien (coreógrafa), Lasana M. Sekou (poeta, autora, defensora de la independencia), Drisana Deborah Jack (artista visual, poeta) y Tanny and The Boys (grupo musical de cuerdas). El Carnaval anual de San Martín comienza en abril y termina en mayo. El Gran Desfile de Carnaval, que tiene lugar en la parte holandesa, es el mayor desfile de los dos carnavales de la isla. El primer fin de semana de junio se celebra la Feria del Libro de San Martín, en la que participan autores emergentes y famosos de la isla, la región del Caribe y de todo el mundo.

### Cultura popular
La isla es famosa por su pista del Aeropuerto Internacional Princesa Juliana, en la que los aviones que aterrizan pasan a menos de 35 metros de la playa de Maho, debido a la proximidad de la pista al océano. Los aviones parecen aterrizar peligrosamente cerca de los bañistas, por lo que la playa y el aeropuerto se han convertido en un lugar popular para ver los aterrizajes de los aviones. En julio de 2017, sin embargo, una turista de Nueva Zelanda murió por lesiones en la cabeza tras ser lanzada hacia atrás por la explosión de un motor de avión.
San Martín también es conocida por su festiva vida nocturna, sus extensas playas, sus preciosas joyas, su cocina tradicional y sus abundantes casinos.